# Zobelfell

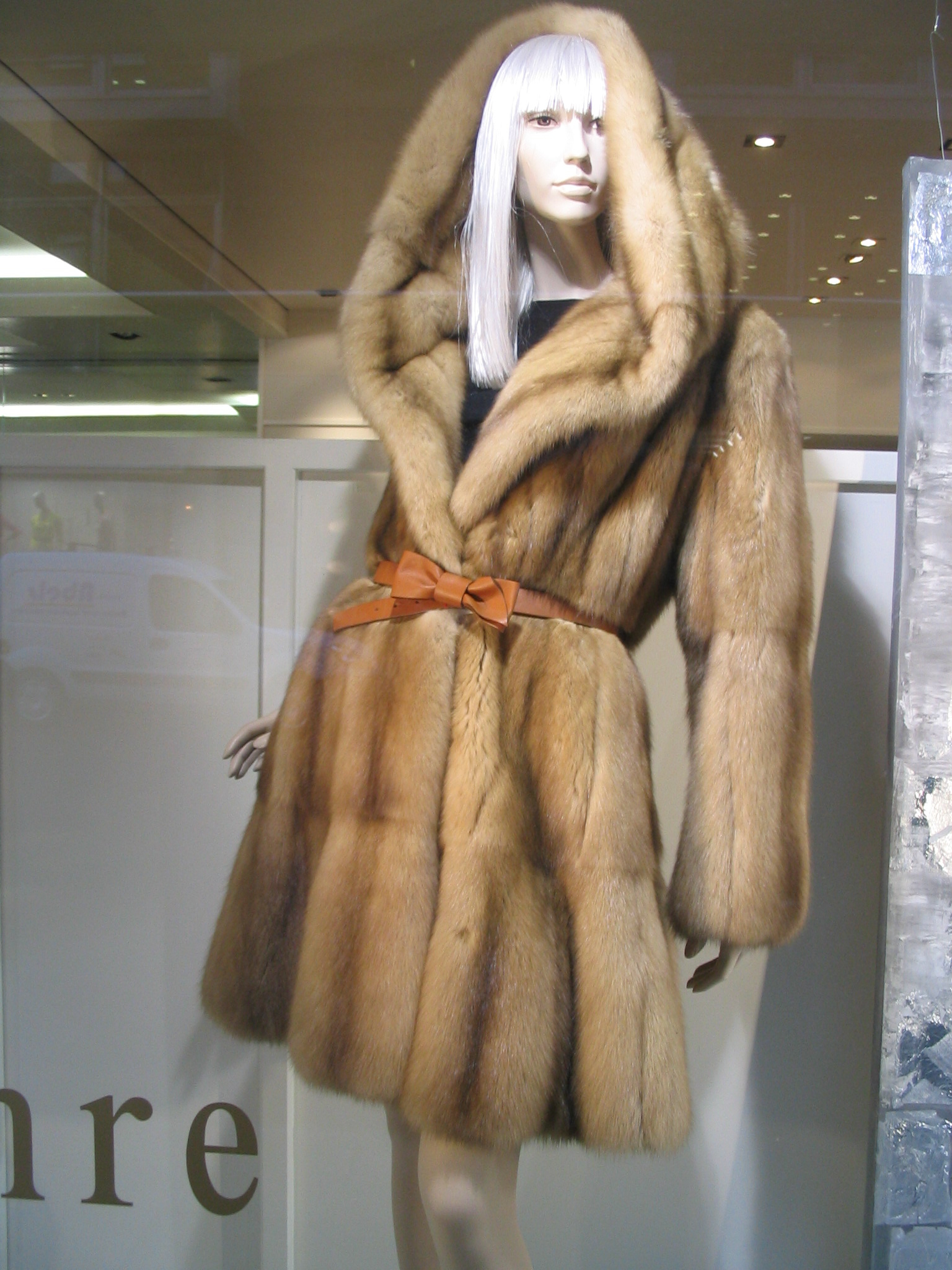
Kurzmantel aus russischem Goldzobel (2011)

Seit über 1000 Jahren wird das Zobelfell als Kostbarkeit gehandelt. Wie die Erschließung des amerikanischen Kontinents zum großen Teil wegen der Begehrlichkeit nach dem damals für die Hutfilzherstellung geschätzten Biberfell erfolgte, so wurde Sibirien durch die Jagd auf den Zobel und andere pelztragende Tiere für Bekleidungszwecke erobert. Besonders schöne Zobelfelle mussten von den Anwohnern als Tribut an die russische Krone abgeliefert werden. Diese Kronenzobel waren über Jahrhunderte ein beliebtes Geschenk der Zaren an ausländische Würdenträger. Noch heute ist der Zobel der am höchsten bewertete Pelz.
Das Fell des Zobels, russisch Sobol, ist meist als Russischer Zobel oder Sibirischer Zobel im Handel und wird zur Unterscheidung zum Fell des amerikanischen Zobels auch Echter Zobel genannt.

## Geschichte des Zobelfellhandels

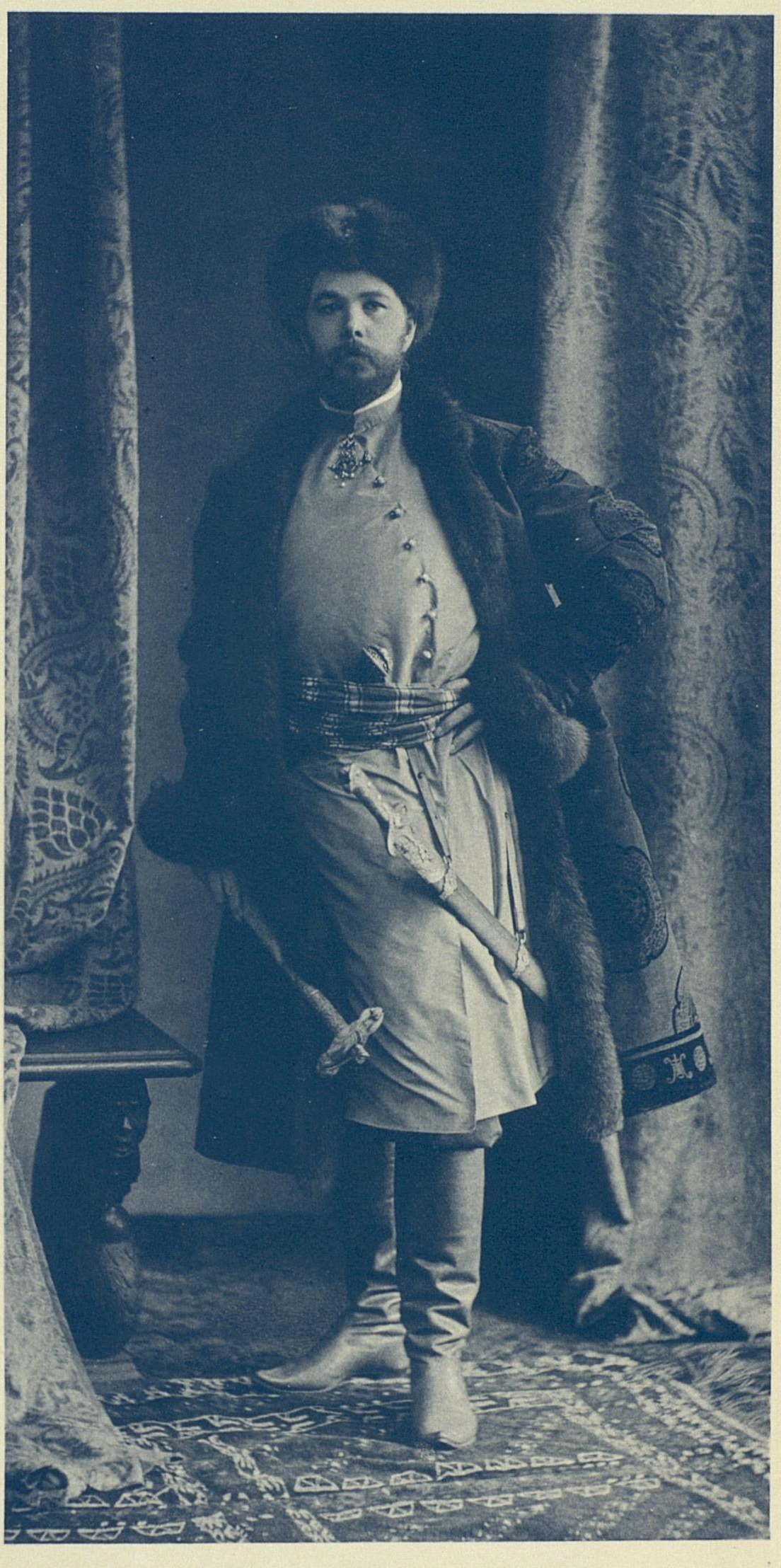
1903 bei einem Ball am Zarenhof, zu dem ein Großteil der Teilnehmer in zobelverbrämter traditioneller Tracht erschien.

Zobelfelle gelten seit über 1000 Jahren als ganz besondere Kostbarkeiten. Für das dritte bis zweite Jahrhundert vor Christus bis ins dritte Jahrhundert nach Christus wird berichtet, dass Zobelfelle als „Skythischer Marder“ aus dem Skythenreich über das Schwarze Meer ausgeführt wurden. Die Eroberung Sibiriens ist nicht zuletzt auf den Wunsch nach dem Besitz dieser wertvollen Felle zurückzuführen.
Im zweiten Grabhügel (Kurgan) von Pazyryk im Altai aus dem 4. Jahrhundert vor unserer Zeitrechnung befand sich, neben anderen Pelzen, eine Jacke aus Zobelfell, die einer skythischen Fürstin mit ins Grab gegeben wurde, als sie ihrem erschlagenen Ehemann in den Tod folgen musste.

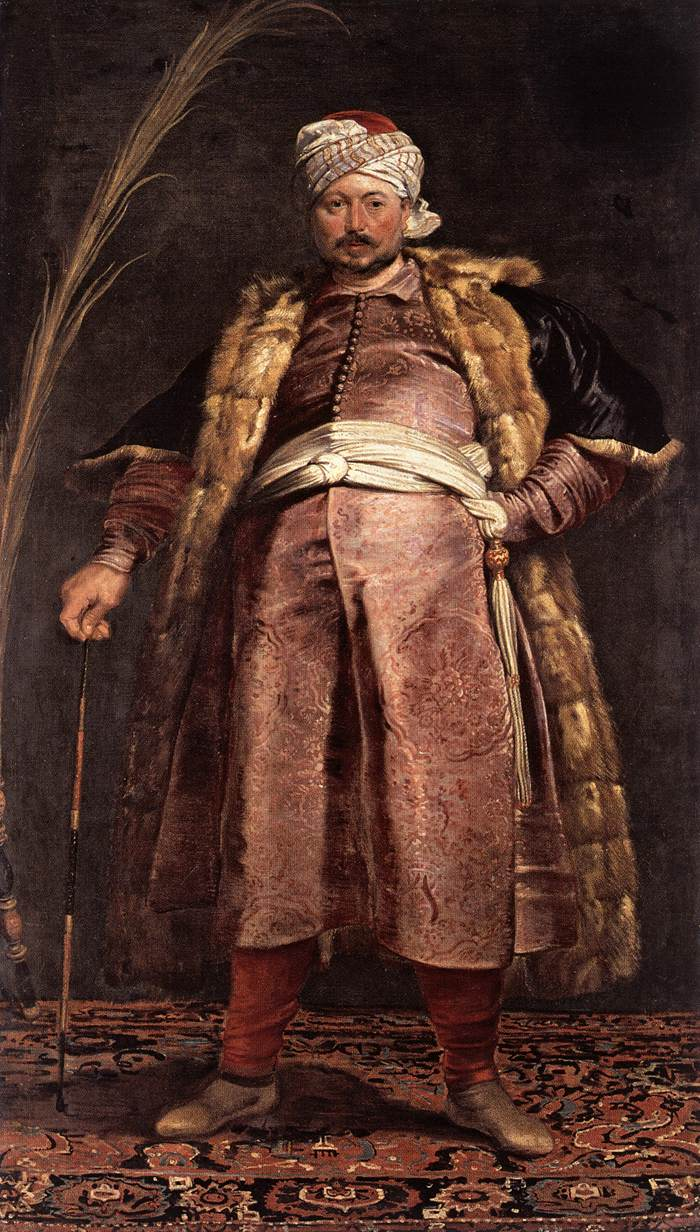
Innenfutter aus Zobelfellköpfen (Peter Paul Rubens, zwischen 1616 und 1618)

Harald Hårfagre (* ca. 852; † 933), der erste König des größten Teils der Küste Norwegens, ließ von seinen Hofleuten „Sofalaskind“, das sind Zobelfelle, zur Fütterung der Mäntel holen. Um 1020 rüstete König Olaf von Norwegen Schiffe aus, die über die Nördliche Dwina in das Land der Permer zur Eröffnung des Pelzmarkts fuhren. Von dort brachten sie Feh-, Biber- und Zobelfelle mit. Pelze wurden nach Griechenland, Rom und in den Orient exportiert, im 11. bis 12. Jahrhundert waren sie in Byzanz ausgesprochen gefragt. Mehr noch als den Zobel schätzten die arabischen Herrscher jedoch das möglichst schwarze Silberfuchsfell. Zobel verwendeten sie für Mützen, Pelzmäntel und Röcke. Ibn Battūta (* 1304; † 1368 oder 1377) berichtete, dass in Indien ein Hermelinfell 1000 Dinare erzielte, Zobel dagegen schon für 400 oder weniger Dinare verkauft würden.
Die Kaufleute Nowgorods bezogen bereits im 11. Jahrhundert Pelzwaren von den Völkern Westsibiriens. Erhebliche Mengen verkauften sie Ende des 14. Jahrhunderts an hansische Kaufleute. Überhaupt nahmen in der Hanse im Handel mit Russland die Rauchwaren den ersten Platz ein, wobei Feh, Marder, Hermelin und Zobel eine besondere Rolle spielten. Auch Köln war neben Mainz und Duisburg als Pelzmarkt bekannt; bereits im 10. Jahrhundert werden auf der dortigen Messe Pelzhändler erwähnt. Sie bezogen ihre Ware zum großen Teil über Italien. Der Kölner Markt wurde für seine feinen Pelzsorten gerühmt: Zobel, dunkle Marder- und Hermelinfelle und die daraus hergestellten Kürschnerwaren. Die Arbeitsteilung bei den Kürschnern war bald schon so weit fortgeschritten, dass die edlen Fellarten nur noch von „Buntwerk- oder Grauwerkleuten“ verarbeitet werden durften, Namen, die sich vom Pelz des sibirischen Eichhörnchens ableiten. Bereits im 12. Jahrhundert gab es in Köln Zobelkürschner.
Anfang des 13. Jahrhunderts sagte Rudolf von Ems von einem reichen Kölner Bürger:

…mit zobel wol gezieret

der Mantel was furrieret…
und an anderer Stelle:
mit minem guote ich kĕrte

hin über mer gĕn Riuzen (Russland)

ze Liflant und ze Prinzen

dā ich vil manegen zobel vant.

Der Theologe und Geograph Jakob Ziegler schrieb 1532 in seiner Beschreibung der nördlichen Regionen, dass der Preis von Zobelfellen exzessiv gewachsen ist, gleich folgend dem von Gold und Edelsteinen. Im Leipziger Rauchwarenhandel erschien der Zobel 1573. Der Leipziger Großhändler Cramer von Claußbruch verkaufte in diesem Jahr an einen Kaufherrn in Braunschweig 49 Zimmer Zobel und 27 Zimmer Marder (1 Zimmer = 40 Stück).
Von den Mongolen berichtete Marco Polo: „Die Reichen unter diesem Volke kleiden sich in Gold und Seide, mit Zobel, Hermelin und den Pelzen anderer Tiere.“ Und an anderer Stelle: „Die Zelte sind außen mit schwarz-weiß und rot-gestreiften Löwenhäuten (Anm.: gemeint sind Tigerfelle) bedeckt, daß weder Regen und Wind eindringen kann. Innen sind sie mit Hermelin- und Zobelfellen bedeckt, welche köstlicher sind als irgend ein anderes Pelzwerk, denn sie werden, wenn sie so groß sind, daß sie ein Kleid geben, und wenn sie keinen Fehler zeigen, zu zweitausend goldenen Byzantinen geschätzt, sind sie nicht ganz ohne Fehler, zu eintausend.“ „Von den Tartaren wird dieses Fell als König der Pelze bezeichnet. Das Tier, welches in ihrer Sprache „Rondes“ genannt wird, hat ungefähr die Größe eines Iltis. Mit diesen beiden Arten von Fellen sind die Hallen sowie die Schlafzimmer geschickt und geschmackvoll hergerichtet und abgedeckt.“
Die besten Zobelfelle mussten als Jassak, als Tribut, von den in Sibirien unterworfenen Völkern dem Zaren abgeliefert werden, die dieser ausländischen Würdenträgern als „Kronenzobel“ zum Geschenk machte. So wurden um 1594 von Zar Boris Godunow an Kaiser Rudolf II. von Habsburg 40.360 Felle zur Unterstützung der Vorbereitung für einen Krieg mit der Türkei gesandt. Darunter befanden sich 120 Zobelfelle, die „so kostbar waren, dass niemand ihren Wert bestimmen konnte“. Sultan Etiger zeigte seine Loyalität zum angrenzenden Russland, indem er sich verpflichtete, freiwillig neben anderen Pelzarten jährlich 1000 Zobelfelle nach Moskau zu schicken.
Der russische Historiker Karamsin gibt an, dass im 16. Jahrhundert etwa 200.000 Zobel erbeutet wurden. Mitte des 17. Jahrhunderts wurden jedes Jahr allein über die Zollstation Obdorsk an der Mündung des Ob 70.000 Felle exportiert. Anfangs war es keine Seltenheit, dass ein Jäger aus einer Fangsaison mit immerhin über 100 Zobeln zurückkam. Am Oberlauf der Olekma fing jeder Jäger durchschnittlich 280 Zobel pro Saison.

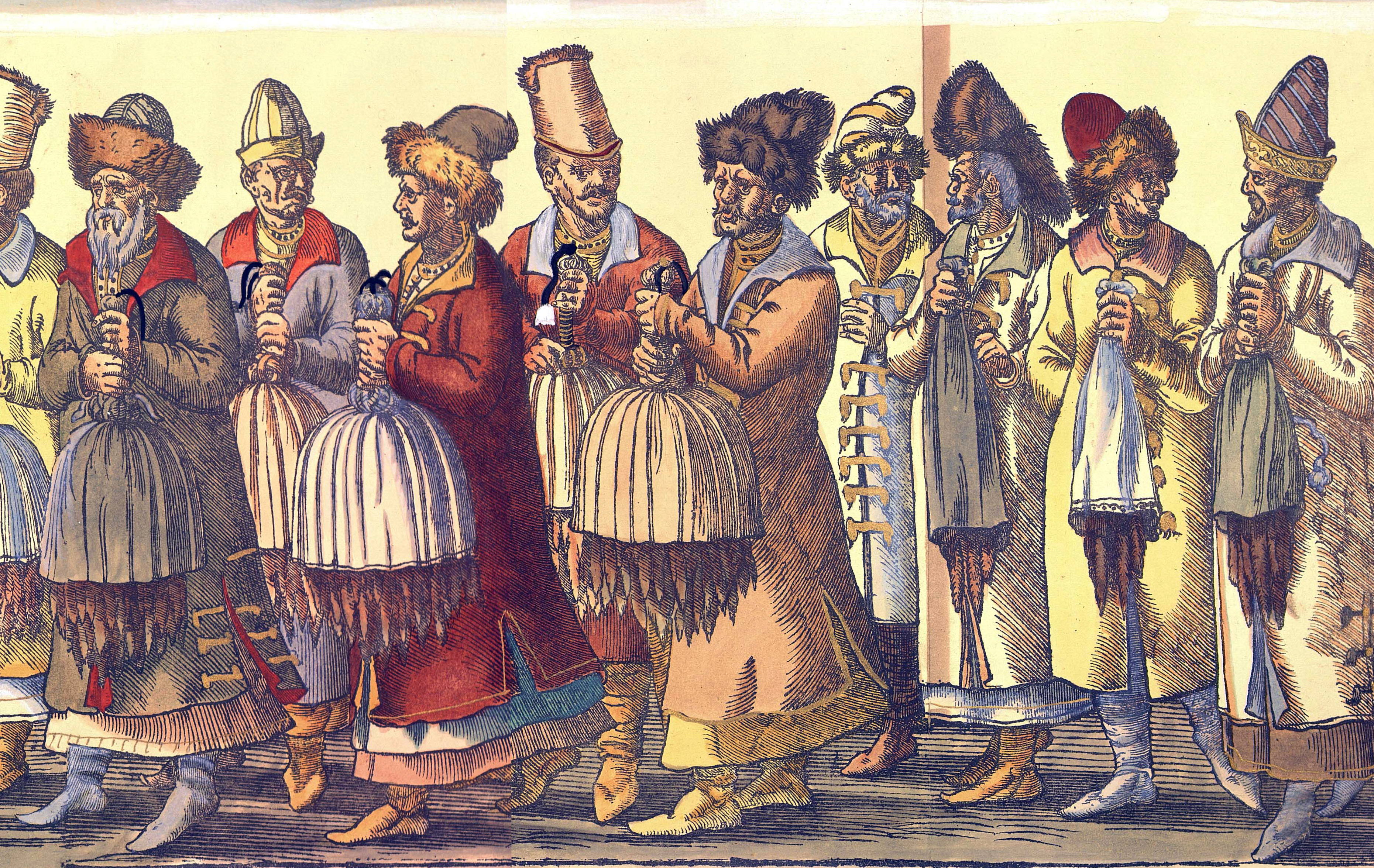
Eine russische Gesandtschaft des Großfürsten Iwan an den deutschen Kaiser, die als Geschenk Zobel- und Nerzfelle überbringt (15. Jh.)

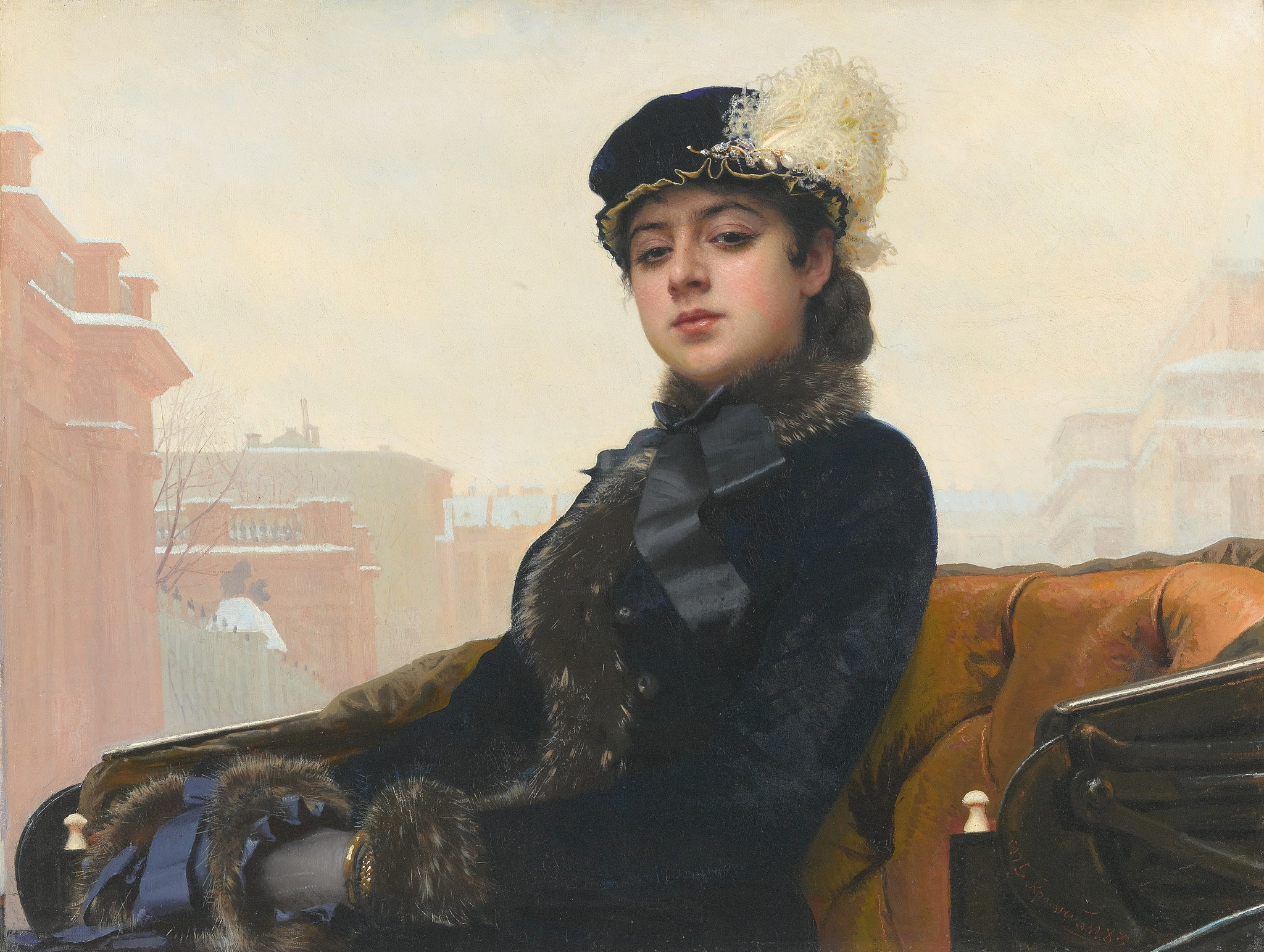
„Die Unbekannte“. Zobelverbrämung an Muff und Kostüm (1883)

Die Stroganows waren seit Generationen Pelzhändler, der erste der Familie war Spiridou, der 1395 starb. Ende des 16. Jahrhunderts unterwarfen sie mit Hilfe des Kosakenführers Jermak große Teile Sibiriens, um dort gewaltsam, oft unter großen Grausamkeiten gegen die Einwohner, den Pelzreichtum auszubeuten. Zu Beginn der Verhandlungen ließ der Kosak dem Zaren neben 50 Biber- und 20 Schwarzfuchsfellen vor allem 2400 Zobel überreichen. Die bisher von Sultan Etiger als Geschenk gesandten Zobel wurden nun in erhöhte Pelztribute für Zar Iwan IV. und die Stroganows umgewandelt. Die Stroganows finanzierten ihr späteres Monopol auf den russischen Salzhandel, für dessen Aufbau gewaltige Mittel benötigt wurden, in hervorragendem Maße mit dem Handel von Zobelfellen.
Die Anzahl der verlangten Felle war nicht überall gleich, sie hing vom jeweiligen Tierreichtum und vom Verhalten der Bevölkerung ab. Es war nicht ungewöhnlich, dass ein einzelner Jäger zehn, zwanzig oder noch mehr Zobelfelle abzuliefern hatte. In Gegenden, in denen der Raubbau schon sehr weit fortgeschritten war, ging man schon früh, beginnend im Jahr 1626, zur Möglichkeit der Ablösung des Jassaks durch Geld über. Unter Katharina II. (Regierungszeit 1762–1796) wurden die ärgsten Übelstände abgeschafft. Bereits im ersten Jahr ihrer Herrschaft hob Katharina das Pelzhandelsmonopol der Zarenkrone auf. Der Jassak musste nicht mehr von einzelnen Personen aufgebracht werden, sondern von einer Familie, dem Stamm oder dem ganzen Lager. Aber erst die Kaiserin Elisabeth (Regierungszeit 1741–1762) bemühte sich ernsthaft um den Schutz der meist brutal ausgebeuteten indigenen Bevölkerung, nachdem es immer wieder zu Aufständen gekommen war. Jetzt ließen die Unruhen nach, wenn auch immer noch Übergriffe, Ausplünderungen und Betrügereien vorkamen.
Lukrativ scheint der Handel auch für die europäischen Kaufleute gewesen zu sein, trotz der hohen Verluste, die sie oftmals auf dem Transport in ihre Länder hinnehmen mussten. So kaufte ein holländischer Kaufmann in Russland Zobelfelle für sechs Rubel ein, die er in Amsterdam für umgerechnet 50 Rubel wieder verkaufen konnte. Wegen der großen Mengen stand das Zobelfell allerdings in jener Zeit noch nicht in so hohem Kurs. Die ostsibirischen Kamtschadalen tauschten sechs Felle für ein Messer. Eine Axt kostete so viel Felle, wie in das für den Stiel vorgesehene Loch hineingepresst werden konnten. Lange Zeit war es feststehender Handelsbrauch, dass der Käufer eines Kupferkessels als Kaufpreis den Kessel mit Zobelfellen füllte. Noch vom Anfang des 20. Jahrhunderts wird berichtet:

„Der Gedanke an den Zobel und die Zobeljagd beherrscht das ganze Leben des Kamtschadalen. Seine Taufe wird mit Zobelfellen bezahlt, geht er in die Schule, so muss er für den Unterricht jedes Jahr ein Zobelfell abliefern, lässt er sich trauen, so kostet es wieder ein Zobelfell und schließt er die Augen zum letzten Schlaf, so müssen seine Angehörigen das Begräbnis wiederum mit Zobelfellen bestreiten. […] Auch beim Handel mit seinesgleichen kennt der Kamtschadale kein andere Geld als Zobelfell; gilt ein Zobelfell einmal als zu wertvoll für den einzuhandelnden Gegenstand, so wird einfach irgend ein minderwertigeres Fell ‚herausgegeben‘, aber ein anderes Zahlungsmittel als Zobelfell als Grundlage eines Handels gelten zu lassen, käme keinem Kamtschadalen auch nur in den Sinn.“

Auf Grund des Preises war Zobel ein häufig getragener Pelz, insbesondere des Adels. Es wurden Bettdecken daraus gearbeitet, sogar die Toten wurden mit Zobelfellmützen bestattet. Die nicht an die Krone abgelieferten, sondern im freien Verkauf an die für den Export einkaufenden russischen Händler abgegebenen Felle wurden als „Grenzzobel“ bezeichnet.
Ein wesentlicher Handelspartner Russlands über die Jahrhunderte war China; die Lieferungen erfolgten über den Grenzort Kiachta. Eine Besonderheit war die Bewertung der Zobelfelle durch die Chinesen. Während schon im 15. Jahrhundert in Russland die dunklen Zobel einen höheren Wert hatten, achteten die chinesischen Pelzhändler mehr auf andere Eigenschaften des Fells, wie Größe, Rauche und Haardichte. Sie waren gute Abnehmer für gute Qualitäten hellfarbiger Goldzobel aus Westsibirien, allerdings nur zur Hälfte des Preises für dunkle Zobel. Die dunkelsten und damit teuersten Felle gingen deshalb nicht nach Kiachta, sondern nach Moskau und Petersburg und von dort weiter in die Türkei sowie nach Europa. Dazu ist zu bemerken, dass gerade die Herkunftsgebiete der dunklen Zobel in Daurien und am Amur näher bei China liegen.

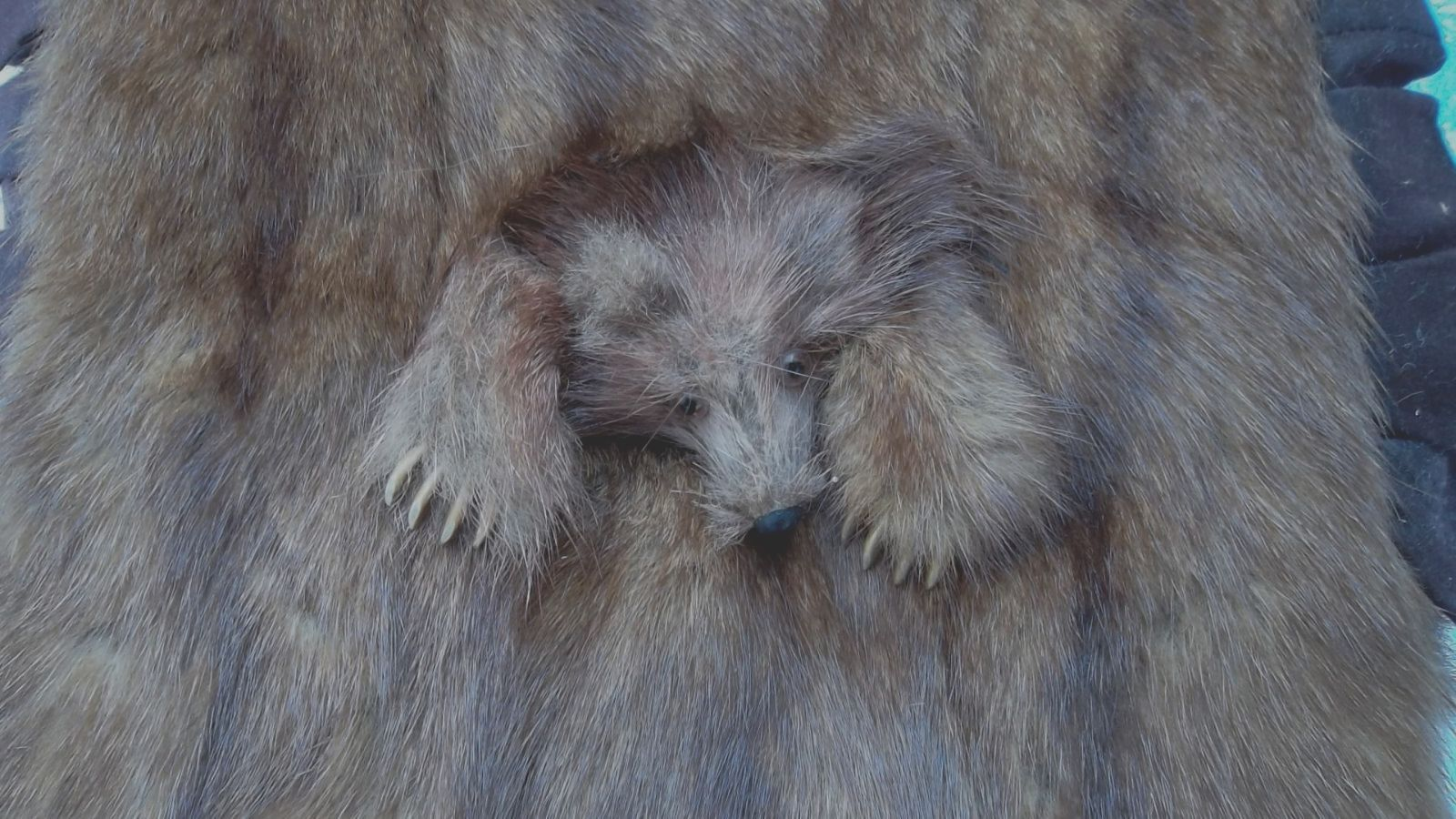
Zobelmuff mit appliziertem Kopf und Vorderpfoten (ca. Anfang 20. Jh.)

Auf den großen Pelzmessen in Irbit wurden jährlich mehrere 100.000 Zobelfelle angeboten. Infolge der schonungslosen Jagd gingen diese Mengen immer mehr zurück, von 1910 bis 1913 waren es nur noch 20.000 bis 25.000 Felle. Das beunruhigte den Handel letztlich derart, dass die Irbiter Rauchwarenhändler eine Eingabe an die Regierung machten, die Zobel vor der endgültigen Ausrottung zu schützen. Die kaiserliche russische Regierung verbot deshalb die Zobeljagd vom 1. Februar 1912 bis zum 1. Oktober 1916 Zu Beginn der 1920er Jahre wurden durch die Sowjetregierung Schonzeiten und umfassende Schutzmaßnahmen, wie beispielsweise Zobelreservate, verfügt. Über einige Jahrzehnte war der Zobel praktisch vom Weltmarkt verschwunden.
Berichtet wird, dass in Irbit Zobel nur bei wolkenfreiem Himmel gezeigt wurden, bei trübem Wetter und Schnee nicht.
Im Oktober 1927 brachte die Hudson’s Bay Company 3272 sibirische Zobel auf den Markt, im Januar darauf 1266 Stück. Im April 1928 waren es 401 Felle, die aber wegen des verlangten hohen Preises keinen Käufer fanden. Vom Auktionshaus C. M. Lampson & Co. kamen im gleichen Jahr noch einmal 200 und von Fred. Huth & Co in London 550 Stück dazu. Das war kein Vergleich mehr zu früheren Jahrhunderten und nur ein Bruchteil dessen, was der Markt aufgenommen hätte. 1951 wurden erstmals nach dem Krieg in London wieder eine etwas größere Menge von 4500 Zobeln angeboten.
1931 wurde in der damaligen Sowjetunion mit der Farmzucht des Zobels begonnen, etwa 10.000 der Tiere wurden später ausgewildert. Mitte der 1960er Jahre hatte sich der Bestand so weit erholt, dass ein beliebiger Verwaltungsbezirk Sibiriens wieder 40.000 bis 50.000 Zobelfelle erbrachte.
1934 gelang es einem Berliner Kürschner, trotz fehlender Ware und zur ungläubigen Verblüffung seiner Branchenkollegen Aufträge für zwei Zobelmäntel und ein Zobelcape zu bekommen: „In wochenlangen Bemühen ist es dem tüchtigen Geschäftsinhaber gelungen, die notwendige Zahl der Zobel aus Privatbesitz aufzutreiben. Er gab vielen Veredlern den Auftrag, guterhaltene Schals und Kolliers ausfindig zu machen. In russischen Kreisen haben sich derartige Stücke erhalten, und so kam dann das nötige Material zusammen und konnte zu einem Preis erworben werden, der allerdings mit den phantastischen Forderungen für frische Ware nicht zu vergleichen ist.“ Ebenfalls noch vor dem Zweiten Weltkrieg machten kostbare Herrenzobelmäntel von sich reden, die dem Preis von 100.000 Mark nahekamen, Kaiser Wilhelm II. war im Besitz eines solchen, Kaiser Franz Joseph soll deren sogar zwei besessen haben.
Der damals sehr populäre Frankfurter Zoodirektor Bernhard Grzimek beschrieb 1963, nach dem Besuch einer russischen Zobelfarm in Puschkino, sehr plastisch die Situation Anfang des 20. Jahrhunderts, wenngleich seine Angaben über die Anzahl der damals existierenden Zobelmäntel etwas untertrieben und über die Fellpreise etwas übertrieben scheinen. Trotzdem sind sie sicher nicht ganz falsch, bei der geringen Anzahl der anfallenden Felle war es sehr schwierig, ein sauberes Sortiment für einen Mantel zusammen zu sortieren, als Spitzenpreis für einzelne Exemplare ist auch der Fellpreis zumindest denkbar.

Meine liebe Mutter hatte einen Zobelmantel. Er war zwar schon reichlich alt und etwas ruppig, aber wenn sie ihn, Anfang der zwanziger Jahre, zum Ausbessern den Sommer über zum Einmotten brachte, dann sprach der Kürschner unwillkürlich vor Hochachtung etwas leiser. Diese russischen Pelztiere waren damals schon so selten geworden, dass sie fast als Sagentiere galten. Auch unlängst las ich erst irgendwo, daß es nur zwei Zobelmäntel auf der Welt gäbe. Einen davon habe Stalin der Kaiserin Soraya bei einem Staatsbesuch geschenkt; ein Zobelfellchen sollte acht- bis vierundzwanzigtausend Mark kosten.

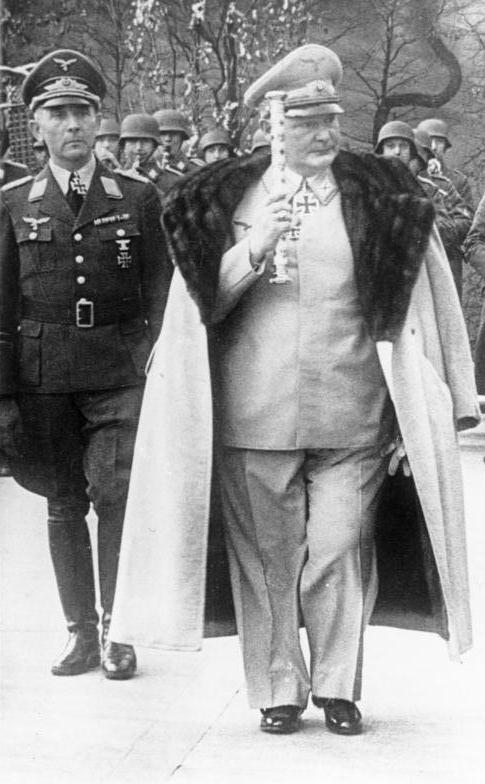
Reichsmarschall Hermann Göring im Mantel mit Zobelfutter (1942)

Der Zobelmantel seiner Mutter war aus einem großen sogenannten „Fahrmantel“, also einem Kutscher- oder Automobilistenmantel, seines Großvaters entstanden. Die Mutter hatte das Pelzfutter heraustrennen und vom Kürschner neu verarbeiten lassen. Grzimek erwähnt außerdem, dass die Zobelfelle, obwohl es in Sibirien inzwischen mehr Tiere als noch vor hundert Jahren gab, eine Kostbarkeit geblieben waren: „Selbst Adolf Hitler hatte ihnen in seiner Preisverordnung einen Höchstpreis von 1000 Mark zugestanden. Schon 1912 verlangte die Firma Penižek & Rainer in Wien, damals ein führendes Pelzmodellhaus der Welt, nicht weniger als 24.000 Dollar oder 100.000 Mark für einen Zobelmantel. Ein rohes Fell kostet heute in Westdeutschland im Handel zwischen 200 und 1200 Mark.“ Kürschner hatten ihm mitgeteilt, dass es wieder 15 bis 20 Zobelmäntel auf der Welt gebe. Er nahm den Zobel als Beispiel dafür, „dass wilde Tiere durchaus nicht aussterben müssen, wenn man von Staats wegen ihr Schicksal in die Hand nimmt“.

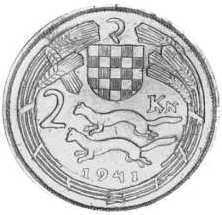
Kroatische Kuna-Münze mit der Abbildung von zwei Mardern

Bereits im Mittelalter waren die bei der Fellverarbeitung entstehenden Reste nicht einfach Abfall. Neben den Münzen galten sie in Skandinavien als Zahlungsmittel, die sogenannten Kunen, gleich Marderfelle. „Daneben zirkulierten auch Teile von Fellen (Resana gleich abgeschnitten), Schnauzfelle (Mordki), Pfotenfelle (Lapki) u. a. m. Der Gebrauch als Tauschmittel dauerte bis in das 15. Jahrhundert an.“
Der von alters her betriebene Zobelfang hatte für Sibirien in der Mitte des 20. Jahrhunderts noch eine gewisse Bedeutung, wenngleich der Wirtschaftsanteil wegen der Erschließung mächtiger anderer Naturschätze unvergleichlich geringer war.
Laut Jury Fränkel’s Rauchwarenhandbuch waren um 1988 neunzig Prozent der Felle Zuchtzobel und nur noch zehn Prozent Wildfänge.

## Das Fell

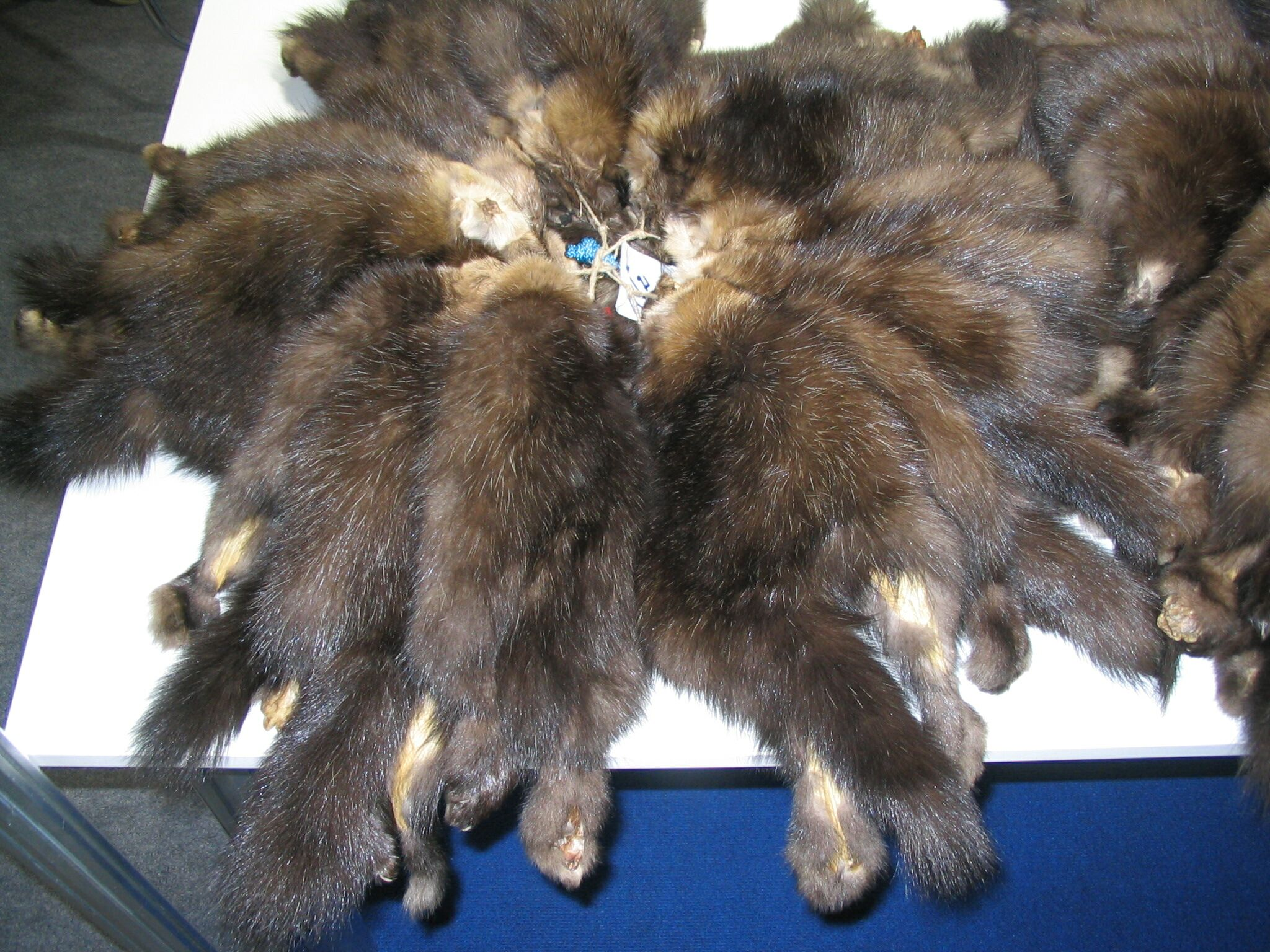
Bargusin-Zobel in der typischen gestauchten Rohfellform

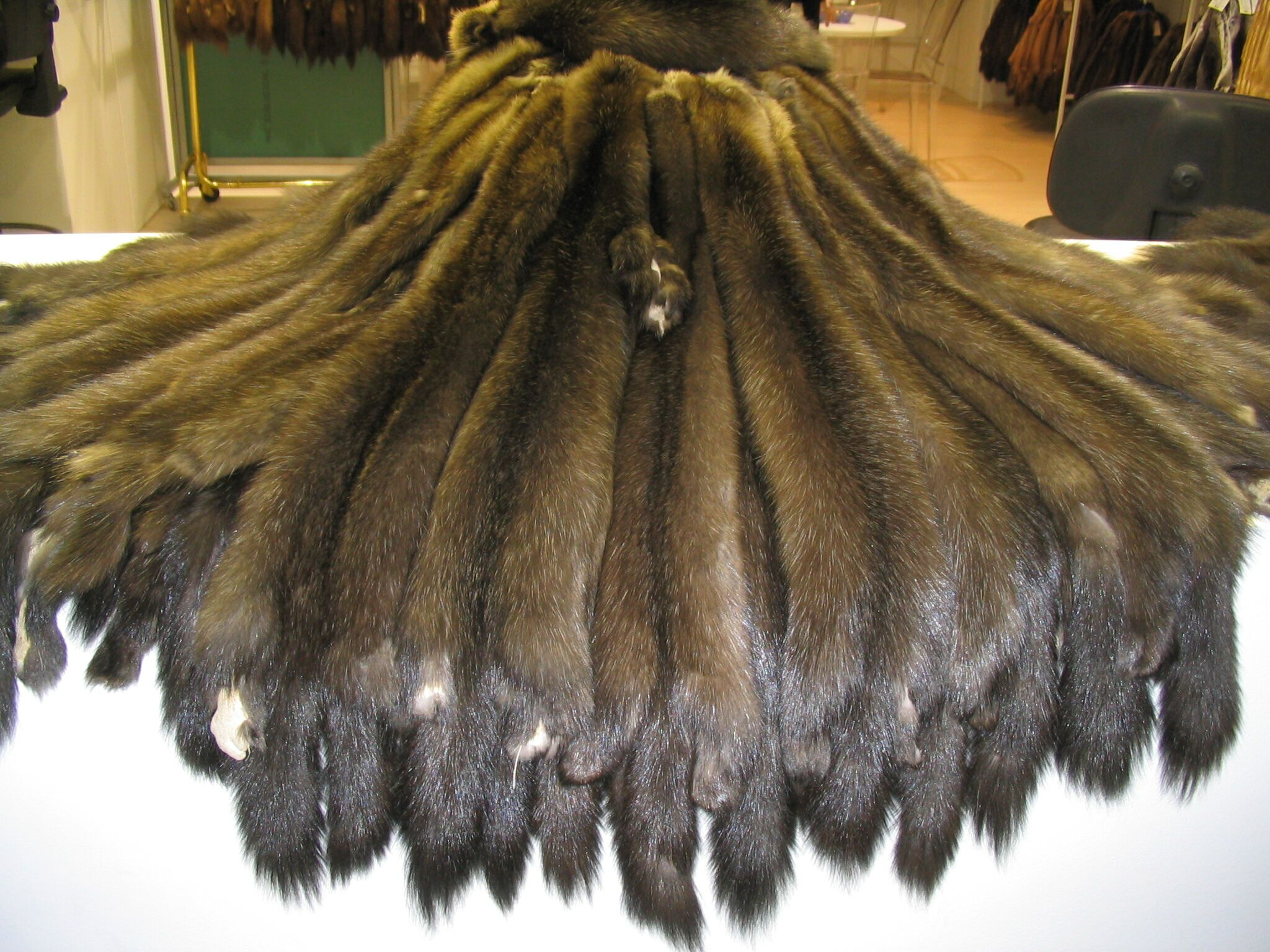
Bargusin-Zobelfelle

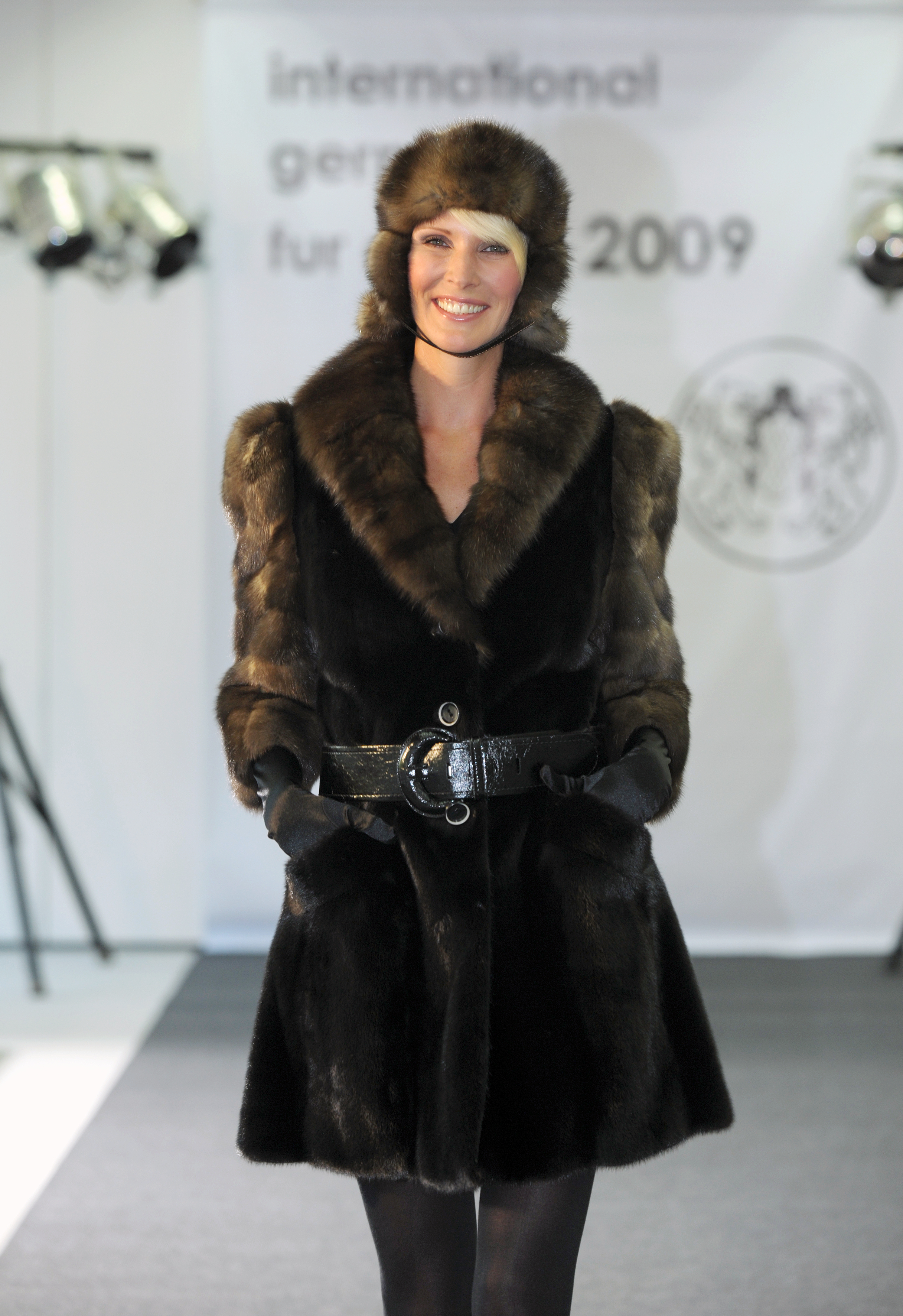
Nerzmantel mit Zobelkragen und -mütze (2009)

In Aussehen und Lebensweise ist der Zobel ein echter Marder. Das längliche Tier hat eine Felllänge von etwa 35 bis 45 cm, der buschige Schweif ist 12 bis 15 cm lang; Felle männlicher Tiere sind größer als weibliche.
Die sehr dichte Behaarung ist mittellang, feinseidig und außerordentlich weich. Die Fußsohlen sind behaart. Im Winterfell messen die Grannenhaare 35 bis 59 mm, die Wollhaare 18 bis 29 mm und die Schweifhaare bis zu 85 mm. Das Wollhaar des Zobels ist dicker als das des Nerzes, jedoch ist das typische Grannenhaar des Zobels um rund 10 µm dünner als beim Nerz, das Leithaar sogar um 15 µm gegenüber der gleichen Sorte Nerz. Auf einem cm² Lederfläche stehen zirka 13.500 Haare.
Die Färbung ist vorwiegend dunkelbraun mit Schattierungen von tiefdunkel bis hell- und braungelb, auch gelbgrau. Der rötlich-orangenfarbene bis graue Kehlfleck ist unterschiedlich groß, mitunter ist er nur angedeutet.
Trotz der feinen Haare ist das Fell recht dauerhaft. Der Haltbarkeitskoeffizient beträgt 40 bis 50 Prozent. Bei einer Einteilung der Pelztiere in die Haar-Feinheitsklassen seidig, fein, mittelfein, gröber und hart wird das Zobelhaar als fein eingestuft.
In Fachkreisen wird die Färbung als „Wasser“ bezeichnet. Umso gleichmäßiger und dunkler, nahezu schwarz, das Wasser, desto edler ist nach überlieferter Vorstellung das Fell. Brockhaus schreibt 1841: „Der Flaum ertheilt durch sein Durchscheinen durch das Contur dem Balge den Schmelz, von den Jägern Wasser genannt.“ Allerdings finden sich die dunkelsten Felle bei den kleinsten Sorten. Die Unterwolle ist gelblichgrau bis blaugrau. Stark silbergrannige Felle werden auch Silberzobel genannt. Völlig weiße sind sehr selten. Als Kaltan bezeichnet man in Russland (China?) die Sommerzobel, ihr Handel ist verboten.
Die Sortierung der Felle ist sehr schwierig. Verschieden gefärbte Zobel finden sich nicht nur in voneinander entfernten Gebieten, sondern auch innerhalb kleiner Bereiche, selbst in kleinen Waldinseln oder gegenüberliegenden Flussufern. Es ist nicht einfach, aus einer Partie von einigen 1000 Fellen einige Dutzend farblich zusammenpassende Felle herauszufinden.
Entsprechend seiner Verbreitung über das ganze nördliche Asien (früher auch in Nordeuropa) bildet der Zobel zahlreiche Unterarten beziehungsweise Farbvarianten. Pawlinin beschreibt diese 1966 wie folgt. Er erwähnt allerdings, dass sich die Unterteilung in so viele Rassen zoologisch wohl nicht wird aufrechterhalten lassen.
- 1. Tobolsker Zobel

Groß, Schwanz verhältnismäßig lang und buschig. Verbreitung: Petschorabecken, Nördlicher und Mittlerer Ural, Mittel- und Unterlauf des Ob mit Ausnahme der Tundra- und Steppengebiete.
- 2. Kusnezker Zobel

Ohne Beschreibung, die Realität dieser Rasse ist zweifelhaft. Verbreitung: Westhänge des Kusnezker Alatau, Flussgebiet der Tom.
- 3. Altai-Zobel

Bedeutend dunkler als Tobolsker. Dichte Unterwolle, Grannen verhältnismäßig kurz und spärlich, bedecken kaum die Unterwolle. Verbreitung: Gebirgstal des Altai.
- 4. Tungusischer Zobel

Kleiner als der Tobolsker Zobel. Die Färbung ist durchschnittlich dunkler als beim Tobolsker. Die Behaarung ist dicht, aber grob. Verbreitung: Flussgebiet der Unteren und der Steinigen Tunguska.
- 5. Jenissei-Zobel

Mittelgroß, dem Tobolsker Zobel ähnlich. Die Färbung ist ziemlich hell, dunkle Exemplare sind selten. Das Fell ist dicht, aber grob. Verbreitung: die Taiga in der Ebene zwischen der Angara und den Vorbergen der Sajanen.
- 6. Angara-Zobel

Bedeutend kleiner als der Jenissei-Zobel. Verbreitung: Flussbecken der Angara, nordwärts bis zur Wasserscheide der Steinigen Tunguska, südwärts bis zur Karsker Steppe. Die Realität dieser Rasse ist zweifelhaft.
- 7. Sajanen-Zobel

Mittelgroß. Der Grundton der Färbung ist gewöhnlich dunkler als beim Jenissei-Zobel, meist dunkelbraun bis schwarzbraun. Das Haar ist ziemlich dicht, weich und seidig. Verbreitung: Sajanen und Tuwa.
- 8. Bargusinischer Zobel

Mittelgroß. Sehr dunkles und glänzendes Haar, seidig und dicht. Verbreitung: Bargusinisches Gebirge, Ausläufer des Jablonowoj-(Apfel)Gebirges, Flussbecken der Olekma und des Witim.
- 9. Ilimpeja-Zobel

Die Größe ist ähnlich dem Tungusischen Zobel. Die Farbe ist jedoch bedeutend dunkler. Verbreitung: nördlich der Unteren Tunguska, Taiga, in den Flussgebieten der Tura, Kureika, Anabar und am Oberlauf der Olenek.
- 10. Witim-Zobel

Ähnlich dem Bargusin, aber größer, kleiner als der Tobolsker, Altai- und Tschikoi-Zobel. Dunkle Färbung, schwach ausgebildeter Kehlfleck. Verbreitung: rechtes Ufer der Kerenga und Lena, Oberlauf des Witim und der Oberen Angara. Die tatsächliche Existenz der Rasse war zu der Zeit ungeklärt.
- 11. Tschikoi-Zobel

Dunkelste, sehr große Rasse. Größer sind nur die Tobolsker, Altai- und Kamtschatka-Zobel. Verbreitung: Südosten des Jablonowoigebirges, Flussgebiet des Tschikoi.
- 12. Jakutischer Zobel

Sehr klein mit äußerst dichtem und seidigen Haar. Die Färbung ist sehr unterschiedlich, meist jedoch dunkel. Verbreitung: Jakutien.
- 13. Sachalin-Zobel (fernöstlicher Zobel)

Sehr klein; sehr hell, rötlicher als der Kamtschatka-Zobel. Der Kehlfleck hebt sich nur wenig ab. Verbreitung: Gebiet des Unterlaufs des Amur, Ussurigebiet, Sachalin, Schantar-Inseln.
- 14. Kamtschatka-Zobel

Die größte Rasse. Sehr unterschiedliche Färbungen, meist nicht sehr kräftig dunkelbraun. mit gelblichgrauer Unterwolle. Der Kehlfleck variiert in Größe und Farbe. Sehr dichtes Haar, aber etwas grob. Verbreitung: Kamtschatka.
- 15. Japanischer Zobel

Ähnelt den Zobeln der letztgenannten Herkommen, hat aber einen kurzen Schwanz. Die Fellqualität ist geringer als bei den sibirischen Zobeln. Verbreitung: Japan und die Kurilen.
Der Kidus aus dem mittleren und westlichen Sibirien wurden oft als Bastard aus Zobel und Baummarder angesehen. Nach F. Schmidt haben eigene, vergebliche Paarungsversuche auf einer russischen Versuchsfarm sowie genauere Beobachtungen und Fellvergleiche immer gezeigt, dass es sich hier um Baummarderfelle handelt. Vor 1966 begann man trotzdem, ihn auf den Auktionen als Provenienz des Zobels zu verkaufen. Als Herkunftsgebiet wurde der Ural angegeben, die Sortierung erfolgte nach Qualität in 3 Sorten. 1987 wurden von der russischen Auktionsgesellschaft 1000 Kidusfelle angeboten. Ursprünglich bezeichnete man in Russland den Amerikanischen Zobel, zoologisch Fichtenmarder, als Kidus.

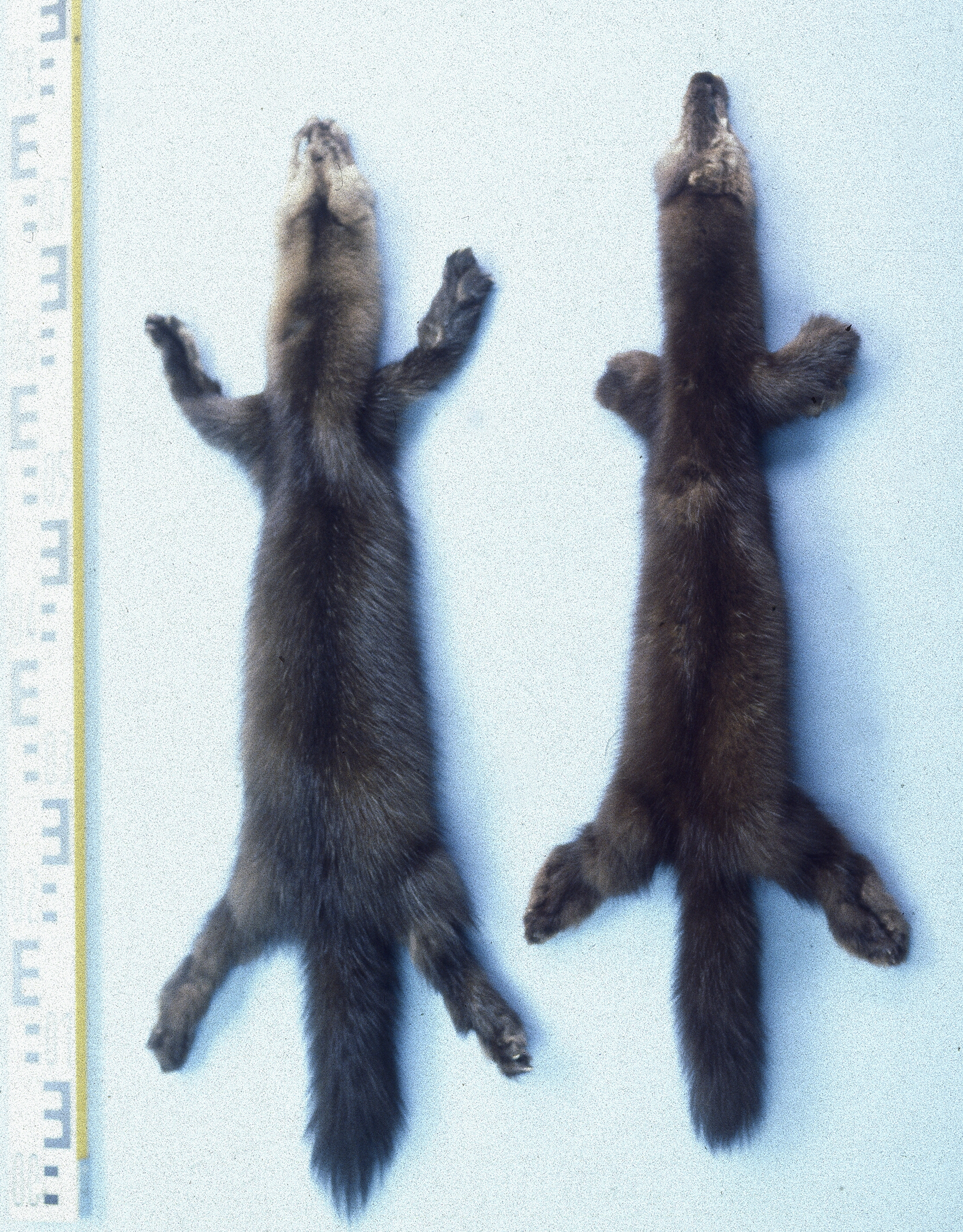
Naturdunkle Zobelfelle
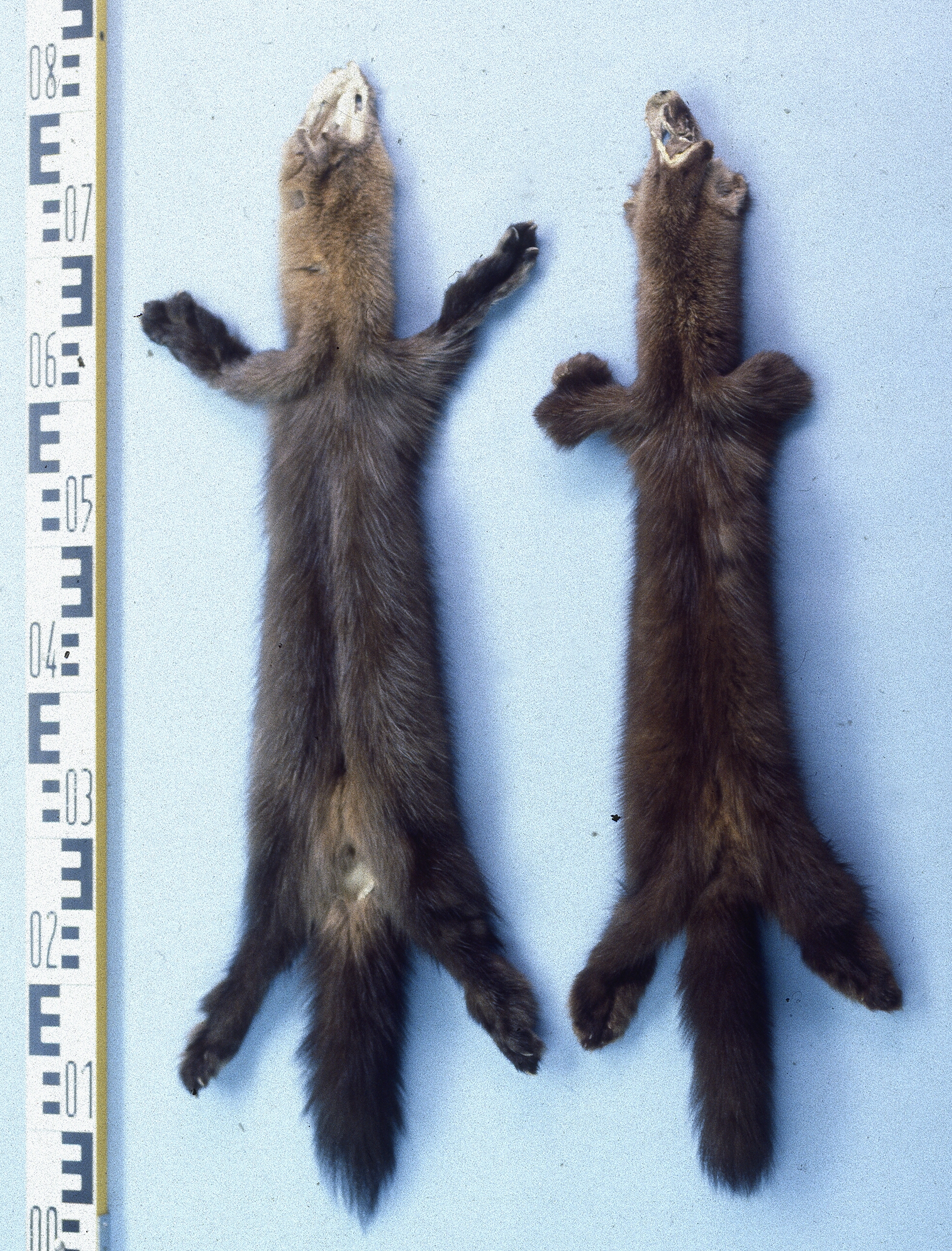
Bauchseiten
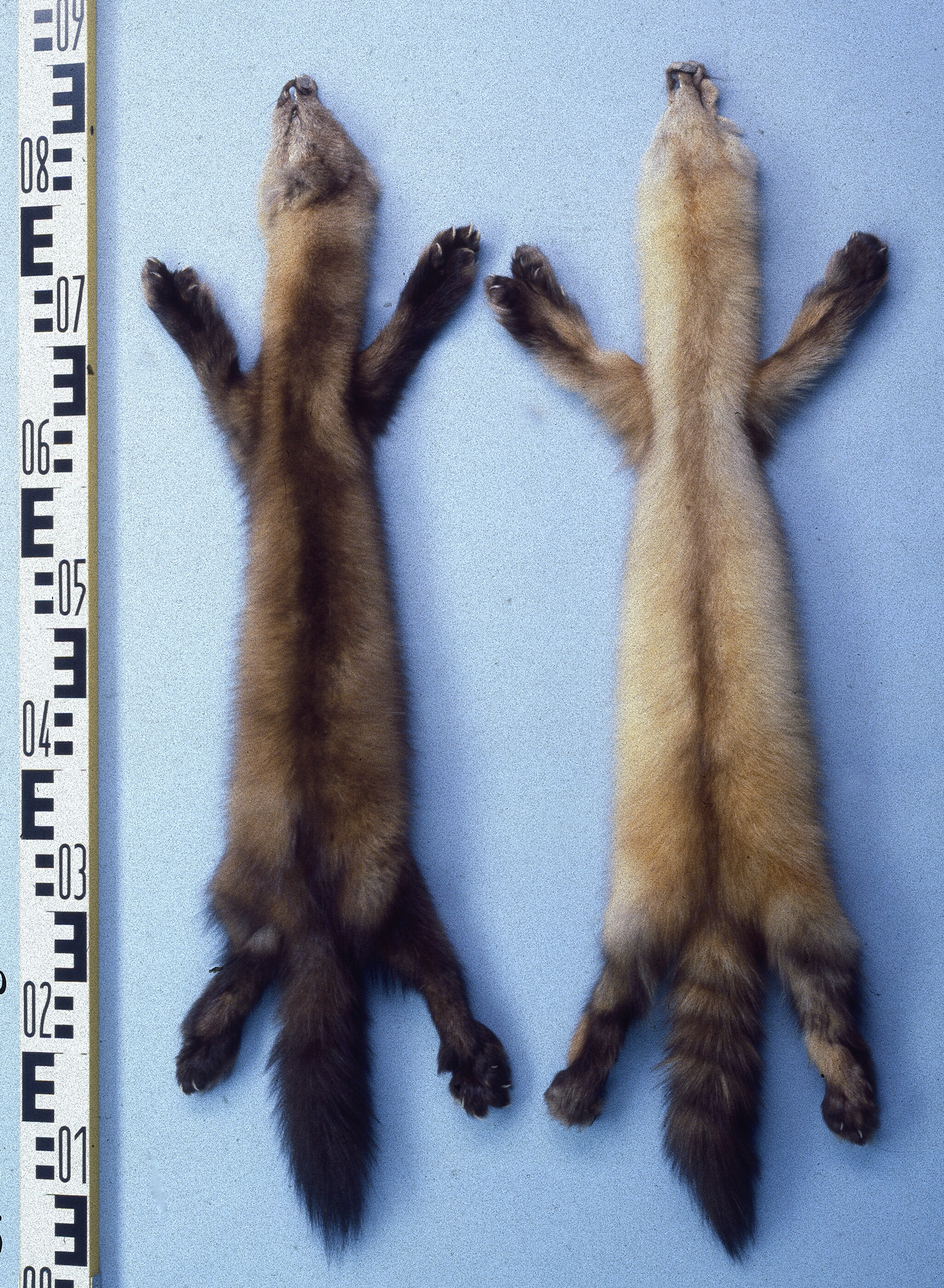
Goldzobel
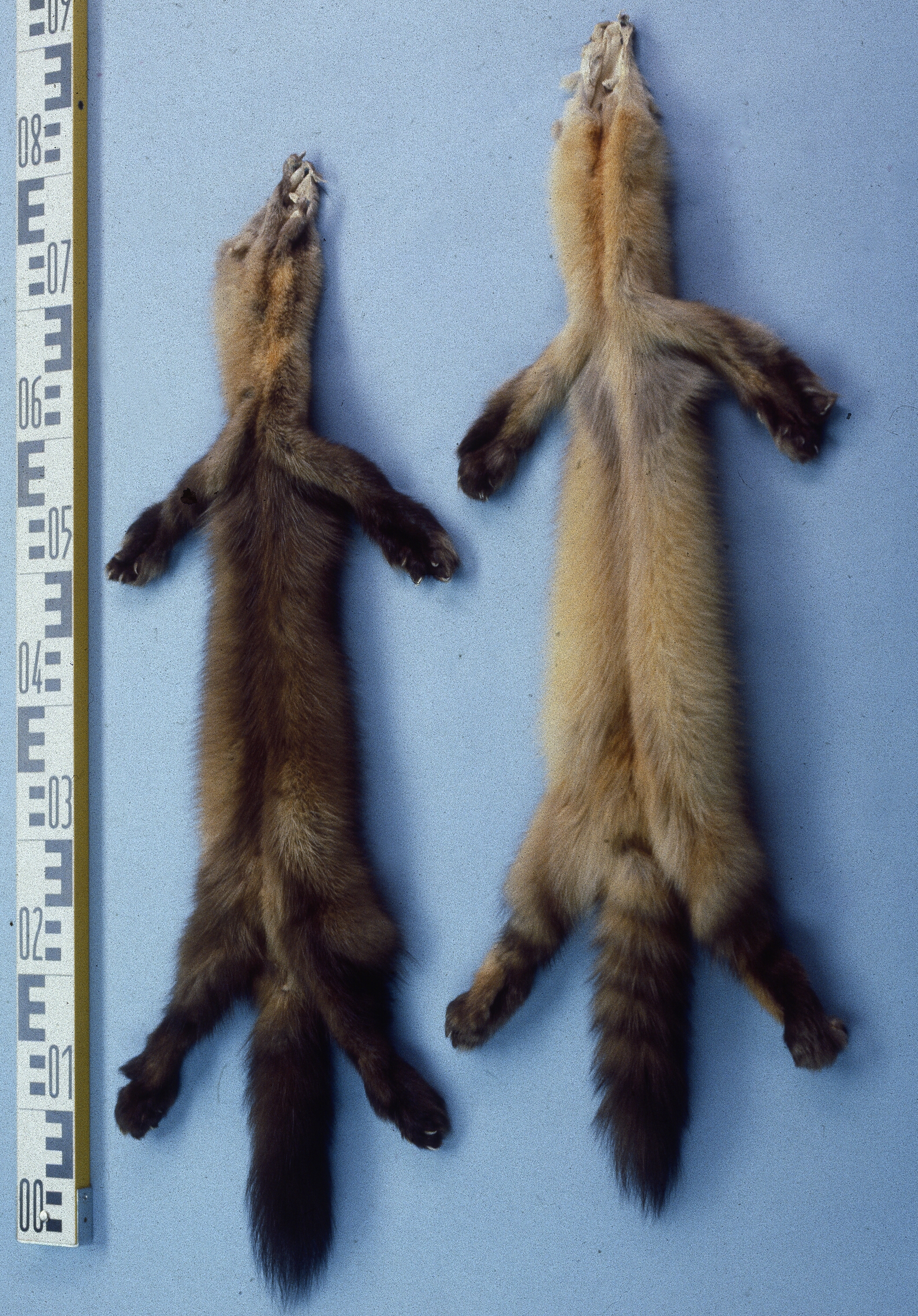
Bauchseiten

## Der Großhandel heute
Bis in die zweite Hälfte des 19. Jahrhunderts handelte man, wie die Hermelinfelle, auch die Zobel nach Zimmern. Ein Zimmer Rauchwerk waren 40 Felle, 4 Decher waren 1 Zimmer. Heute bündelt man die Felle zu 2, 4, 6, 8 usw. Stück.
Die Anlieferung erfolgt in einer breit gespannten Beutelform mit dem Haar nach außen. Jakutische Zobeljäger zeichneten sich dadurch aus, dass sie die Felle mit dem Haar nach außen abzogen, ohne Augen, Ohren oder Schnäuzchen zu beschädigen und die Pfoten ohne Knochen mit allen Krallen sowie entkerntem Schweif im Balg zu belassen. Die Redensart „jemand das Fell über die Ohren ziehen“ weist auf diese fellschonende Form des Abbalgens hin.
1930 wird erwähnt, dass die meisten besseren Zobelfelle breiter und kürzer gemacht werden, als sie von Natur aus sind. Dies geschieht durch ein besonderes Trockenverfahren; im Allgemeinen sind sie 10 Zoll (25 cm) lang.

### I. Russland
Der russische Rauchwarenhandel unterscheidet als Standard
```
nach Herkommen (
Provenienzen
):

     1. Bargusinsky     5. Pribajkalskyy   9. Nikolajew    13. Altaisky   17. Tobolsky
     2. Kamtschatsky    6. Jakutsky       10. Amursky      14. Mongolen   18. Tuvinsky
     3. Witimsky        7. Karamsky       11. Sachalinsky  15. Sejsky
     4. Jenniseisky     8. Irkutsky       12. Minusinsky   16. Kustretzky

nach Sorten:

     I. Sorte    vollhaarig
     II. Sorte   weniger vollhaarig
     III. Sorte  halbhaarig
     Die Zobel der I. und II. Sorte werden unterteilt in
     a) Tops, b) Half Tops, C) Collar Sables (Kragenzobel), d) Lining sables (Futterzobel)

nach Farben:

     1 bis 7, das heißt vom dunkelsten bis zum hellsten Braun, die hellsten sind sogenannte Farbware.
```

Früher sortierte man die Zobel in I. und II. Qualitäten: Köpfe, Halbköpfe, Kragenzobel und Pelzzobel.

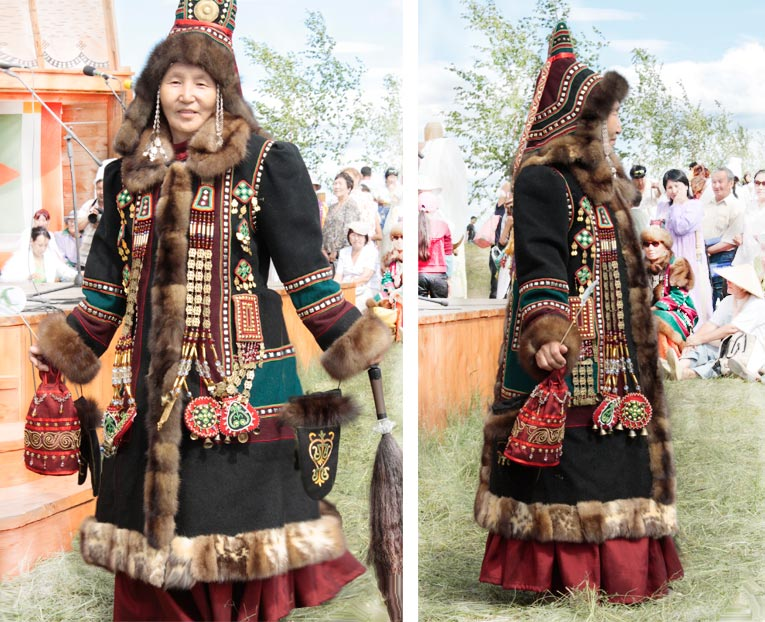
Jakutin im zobelverbrämten Nationalkostüm

Je nach Herkommen sind die Felle mehr oder weniger dunkel und unterschiedlich in der Haarbeschaffenheit. Meist ist das Haar dicht und gedrungen.
Die dunkelsten, fast schwärzlich-bräunlich mit silbrigen Grannen und dünnem Leder, kommen aus Bargusin, Witim und Ostsibirien, zum Teil auch aus Jakutsk und Ochotsk.
Hellere Sorten stammen aus den Distrikten am Jenissei und der Lena, etwas dunklere teils auch aus den Gebieten am Amur.
In den Grenzräumen im Norden zwischen Waldgebiet und Tundra fallen zwar besonders große Felle an, sie sind jedoch heller und haben weniger feines Haar.
Die russische Rauchwarenindustrie fasst die verschiedenen Herkommen in vier Kategorien zusammen, unabhängig von der jeweiligen Qualität:
- Golowka – besonders dunkel (tiefschwarz oder schwarzbraun), schwarze Granne mit leichten Braunstich, Unterwolle dunkelblaugrau ohne helle Grannenspitzen, schwach ausgeprägter Kehlfleck, manchmal als orangefarbenes „Sternchen“.
- Podgolowka – Heller, Rückenmitte und Flanken dunkelbraun ohne fuchsrote Schattierung. Granne dunkelbraun, Unterwolle blaugrau mit kastanienfarbenen Haarspitzen; Kopf leicht graumeliert; undeutlicher Kehlfleck.
- Worotowy – Mitteldunkel; die Oberseite ist dunkelzimtbraun mit einem Aalstrich am Rücken; leicht fuchsfarbene Flanken. Gräuliches Unterhaar mit fuchsrötlichen Haarspitzen; leicht graumelierter Kopf mit undeutlichem Kehlfleck.
- Mechowoj – Hell (hellzimtbraun, sandgelb oder strohgelb); Granne zimtbraun, Unterwolle hellgrau mit fuchsrötlichen oder blassgelben Haarenden; verschwommener Kehlfleck; groß.

Während der Zeit der sowjetischen Herrschaft wurde der gesamte Rauchwarenhandel über die russische Handelsgesellschaft Sojuzpushnina abgewickelt. Am 13. November 2003 wurde die Gesellschaft vollständig privatisiert, hier finden noch heute die russischen Auktionen für Pelzfelle statt (2011). Daneben existiert inzwischen ein freier Rauchwarenmarkt.

### II. China
Die Felle aus China, vor allem die aus der ehemaligen Mandschurei, sind kurzhaariger und schütter. Die Anlieferung erfolgte größtenteils aus Ho-Lung-Hiang. Die Qualität entspricht etwa dem Amurzobel. Eine andere Sorte kam aus San-Tsing (Sansiner Zobel). Sie sind flacher im Haar, die Farbe ist teils dunkel, bläulich gesilbert. Anders als die russischen Zobel kamen die Rohfelle meist langgestreckt, mit der Lederseite nach außen, in den Handel. Allerdings waren seit Jahren keine Anlieferungen mehr bekannt geworden (1988). Ein großer Teil der Felle wurde ohnehin von der Kürschnerei in China selbst verwendet, unter anderem für die Maquas oder Reitjacken der Mandarine und für Verbrämungen.

### III. Japan
Die von Hokkaidō (Yesso) und den Kurilen kommenden Felle haben die normale Größe, sie sind recht seidig, hell, im Rücken rötlichgelb. Die Kehle ist stärker feurigrot. Mit der Zunahme der Besiedlung sanken die Fangergebnisse, bereits 1966 hatte der Zobel dort keine wirtschaftliche Bedeutung mehr, zumindest auf Hokkaidō war die Jagd untersagt worden. Die Felle wurden nicht rund, sondern aufgeschnitten angeliefert.

## Die Zucht
Die Zucht des Zobels für Pelzzwecke begann 1931 in Puschkino, nicht weit von Moskau. Leiter der Farm war der deutsche Zoologe Dr Fritz Schmidt, der früher als Zuchtleiter die älteste mitteleuropäische Pelztierfarm in Hirschegg (Kleinwalsertal) in Vorarlberg betraut hat. Im darauffolgenden Jahr wurde mit 30 Jungtieren der erste Zuchterfolg verzeichnet, 1934 waren es 124 Welpen. Im Laufe der Jahre züchtete man fast reinschwarze Zobel mit seidigem glänzenden Haar, die um 1988 höher bewertet wurden als die besten Felle freilebender Zobel. Um diese Zeit kamen 90 Prozent der Felle aus der Farmzucht, zehn Prozent waren Wildfänge, der Export betrug 100.000 Felle.
Auch bei den Farmzobel wird auf den Auktionen neben der Größe vor allem nach dem Silberungsgrad unterschieden. Die „Non-Silvery-Ware (normal)“ erzielt dabei einen erheblich geringeren Preis als die „Silvery-Ware“.

## Verarbeitung

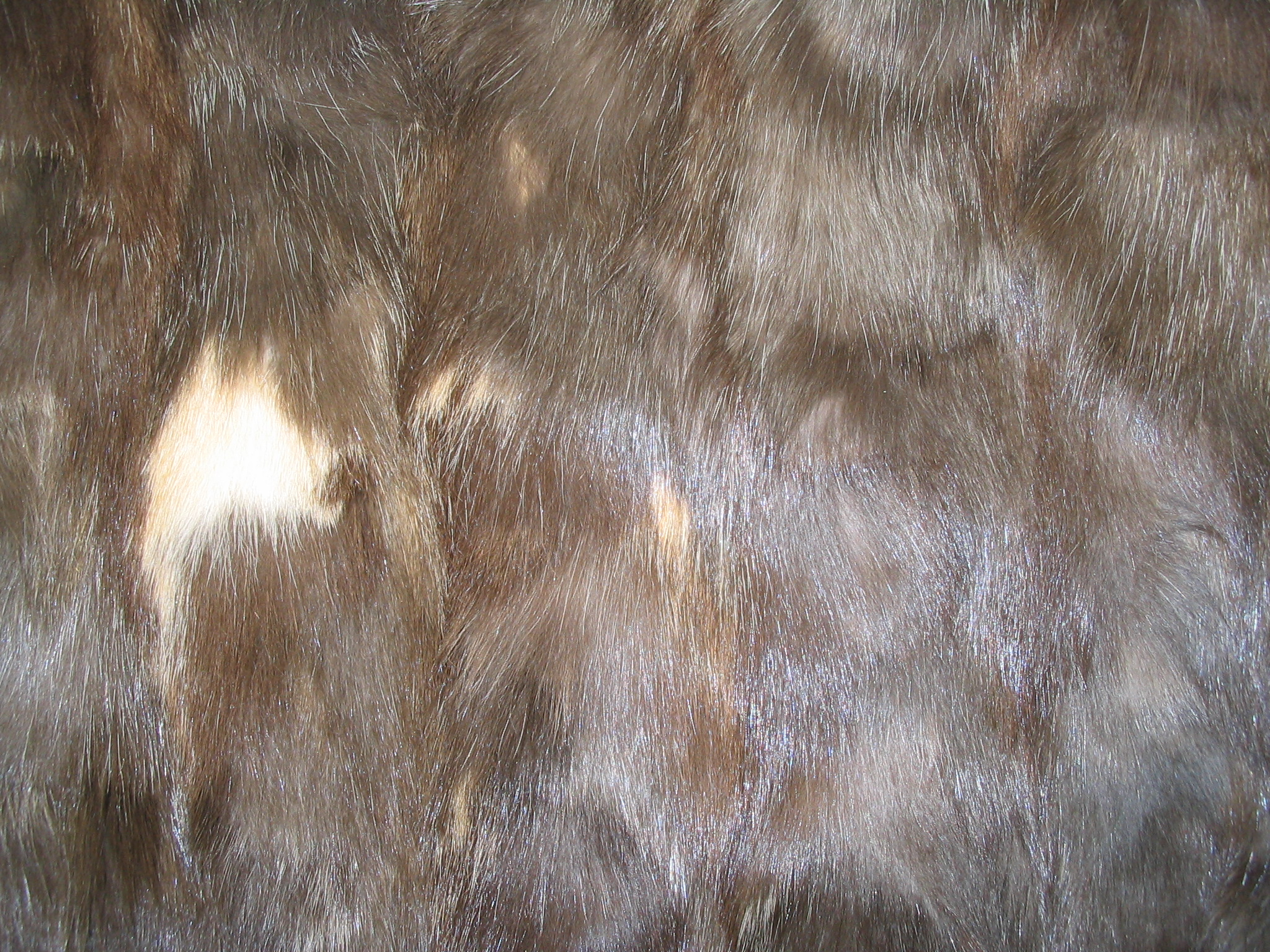
Zobel-Nourkulemi-Stückenbody, Ausschnitt
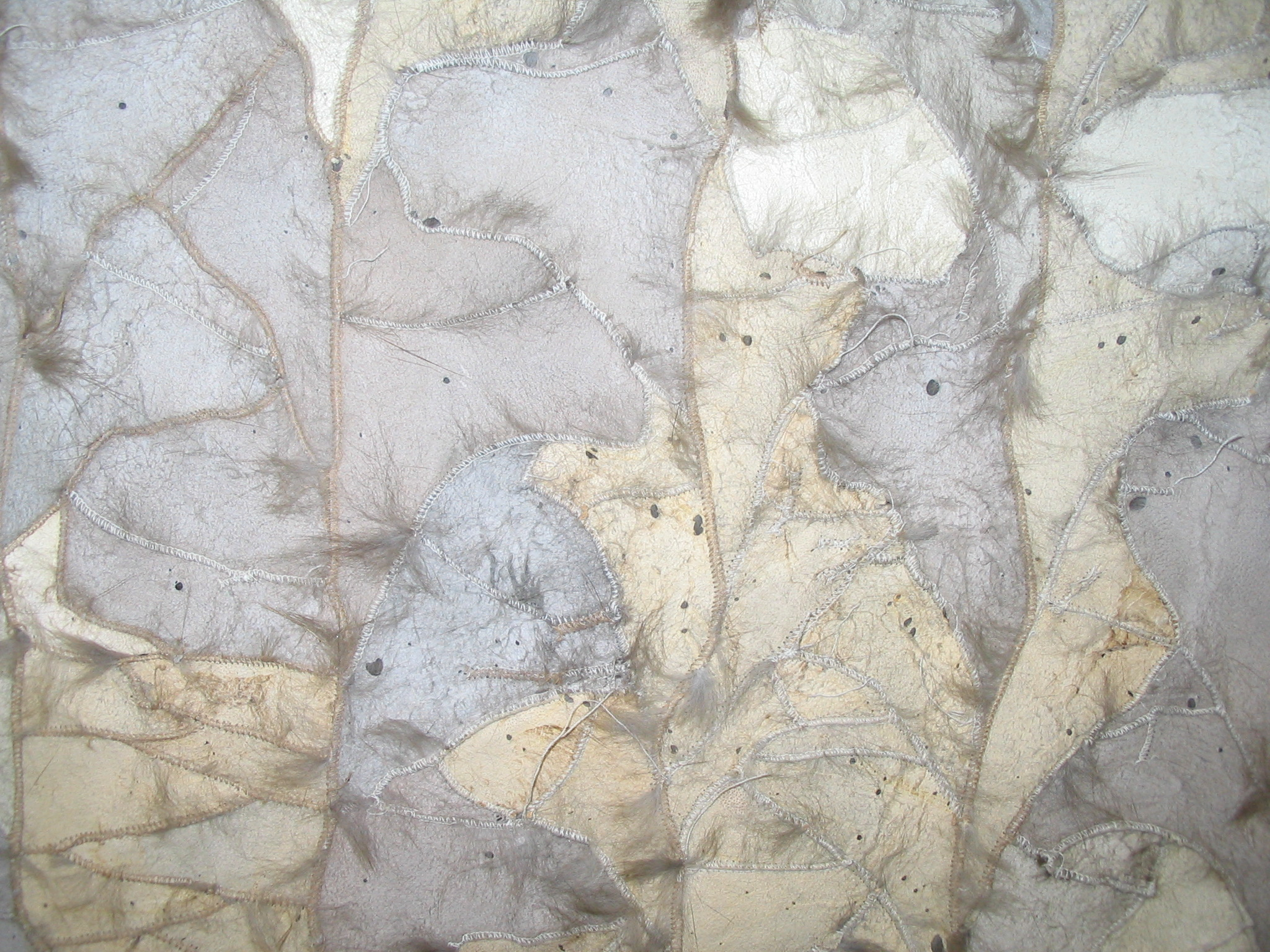
Lederseite
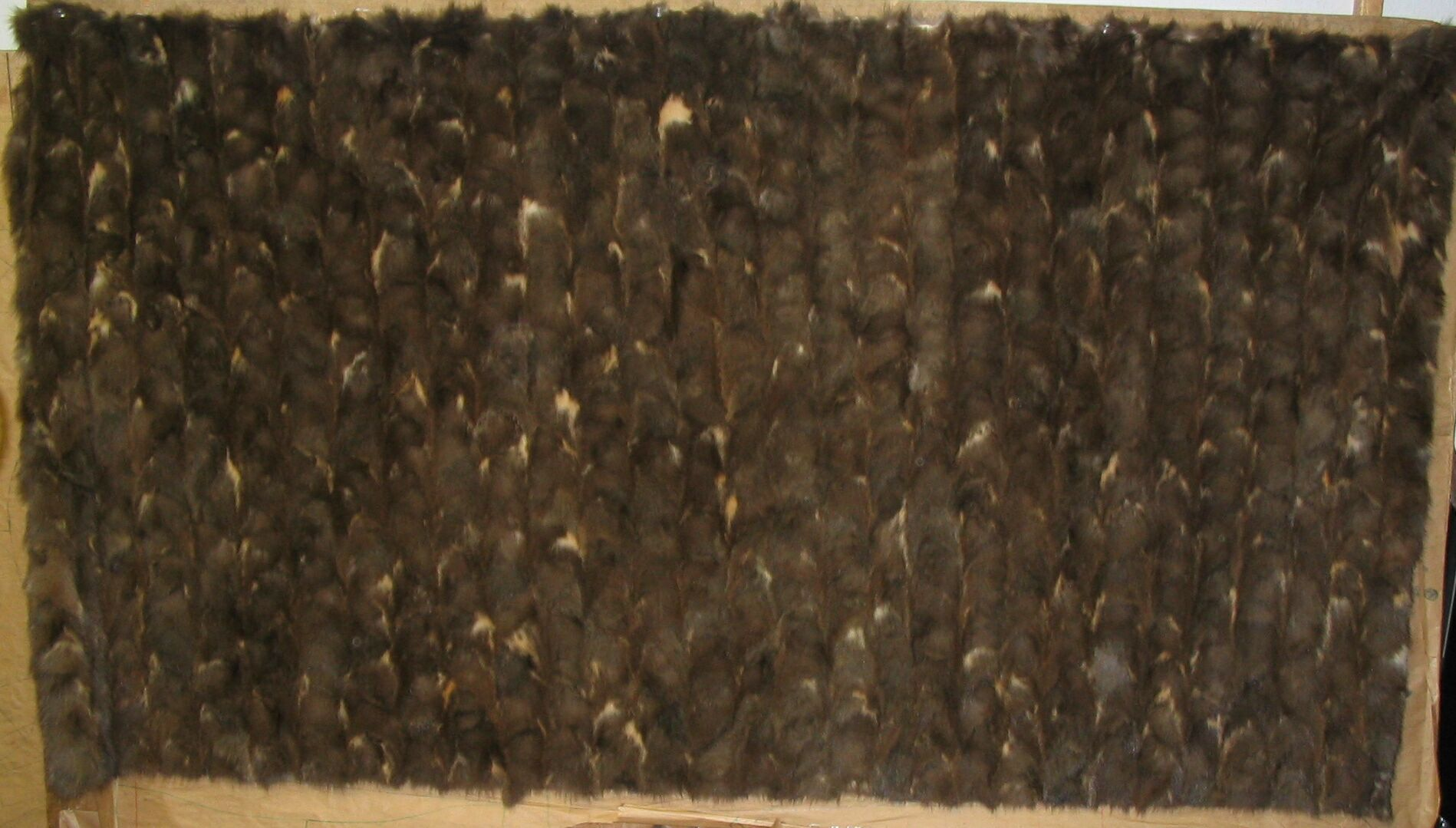
Tafel für einen Mantel, 220 x 115 cm, 1000 Gramm
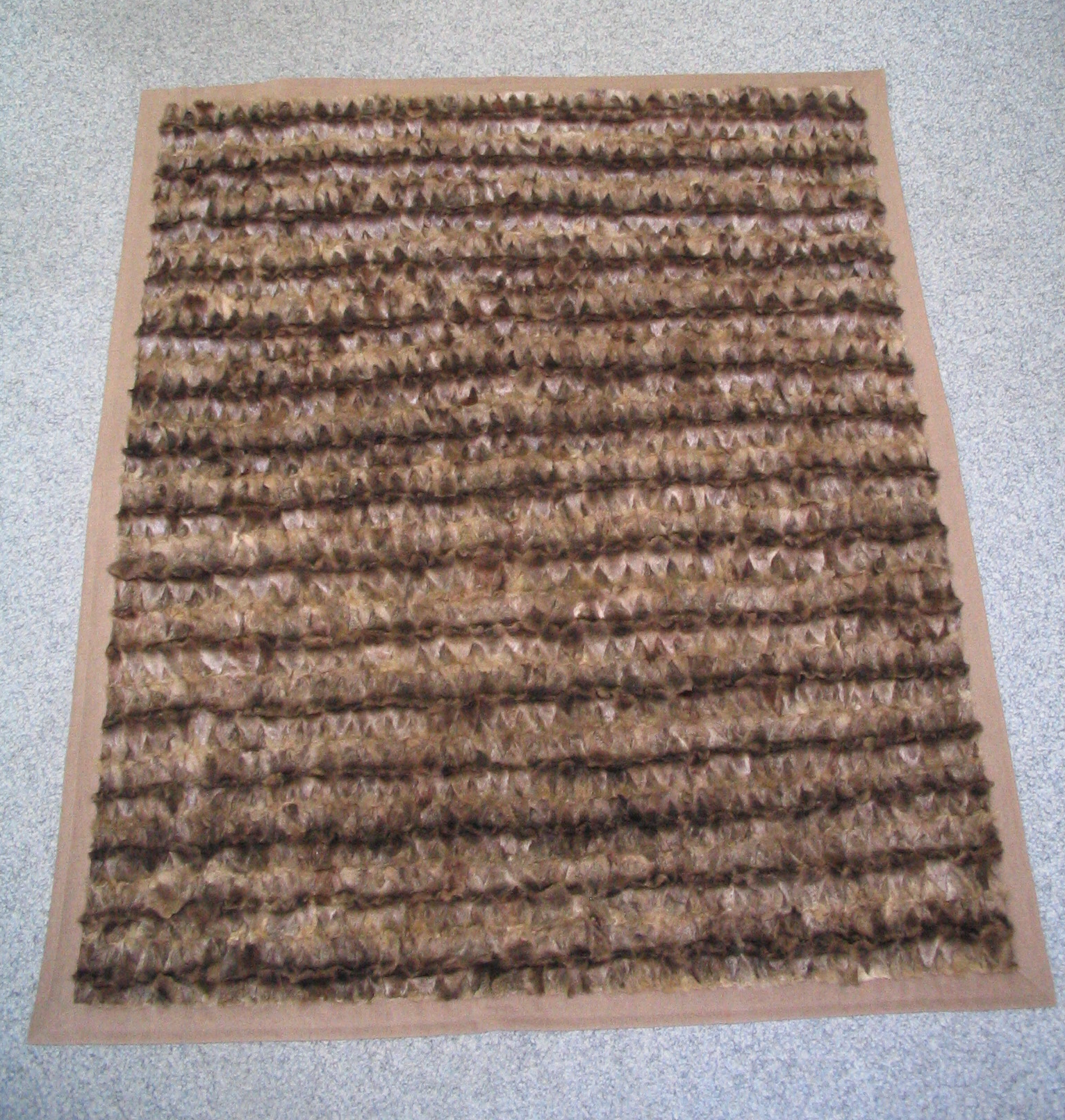
Decke aus Zobelstirnen-Stücken (Wiesbaden 2012)

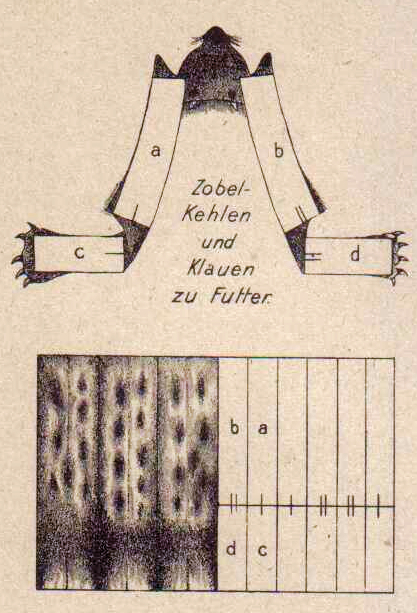
Zobelkehlen und -klauen, Verarbeitung für ein Innenfutter (1895)

In China entstand schon sehr viel früher als in Europa eine Industrie zur Produktion von Pelz-Halbfertigprodukten, die den Handel und die Endproduktion insbesondere mit kleinen Fellen und der angefallenen Fellreste erleichterte. Dabei wurden die Felle oder Fellteile hauptsächlich zu sogenannten Kreuzen zusammengesetzt. Aus den Kreuzen ließen sich mit wenig Aufwand chinesische Kleidungsstücke wie etwa die Roben der Mandarine arbeiten. Noch Ende 1900 berichtet ein Kürschner aus Edinburgh vom Import einer kleinen Partie feiner chinesischer Zobelfelle, die meist in der Kreuzform zusammengesetzt waren. Sie waren üblicherweise künstlich nachgedunkelt, entweder geblendet, das heißt, die Haarspitzen waren nachgefärbt, oder aber sie waren verbotenerweise im Rauch dunkler getönt worden, wobei das Haar leidet.
Den sibirischen Jägern wurde ebenfalls nachgesagt, dass manche es in sehr geschickter Weise verstünden, Zobelfelle mit Bleischrot zu färben, das sie in den Pelz hineinlegen und dann so schütteln, dass das Fell gleichmäßig dunkel wird. Andere hängten sie in den Rauch, die meisten seien jedoch so ungeschickt, dass ein Fachmann den Betrug sehr leicht erkennen könne. Als ganz ausgefallener Trick wurde berichtet: „Oder man schneidet die dunkelsten Teile aus einer Anzahl schadhafter Felle heraus und näht daraus dunkle Felle zusammen, deren Nähte inwendig mit einer feinen dünnen Haut überklebt werde, sodass man den Betrug nicht sofort merkt, wenn man das Fell umkehrt. Selbst Fachleute lassen sich oft genug täuschen.“
Auch in Deutschland beschäftigten sich Betriebe mit dem Nachfärben der Zobelfelle. Allerdings nannte man in Leipzig und an weiteren Orten diejenigen Pelzveredler Zobelfärber, die andere Fellarten, vor allem Marder, zobelfarbig einfärbten. Von dem Nürnberger Kürschnermeister Stephan Neudörfer wird berichtet, er lebte um 1500, dass er einen Zobelpelz so fein zuzurichten wusste, dass ihn der Käufer durch einen Wappenring ziehen konnte.
Ein Kürschnerfachbuch von 1895 beschreibt, wie man mit Keilgalons aus Leder die trapezförmigen Schweife vergrößern und für die Weiterverarbeitung in eine rechteckige Form bringen kann. Um diese Zeit wurden von den Kürschnern neben Pelzinnenfuttern meist Kleinteile wie Muffe und Kragen hergestellt. Bedeutend schwieriger, ja eine Geduldsarbeit sei dagegen die Herstellung einer Pelerine aus Schweifen. Zobelkehlen, welche in Verbindung mit den Klauen zu Futtern verarbeitet werden, machen dagegen einen hochfeinen Effekt, sind sehr gesucht und werden auch entsprechend bezahlt. Hauptorte der Pelzresteverwertung außerhalb Chinas sind jedoch bis heute, aus Ursprüngen im 14. bis 15. Jahrhundert entstanden, das griechische Kastoria und der in der Nähe gelegene kleinere Ort Siatista. Aus den Haaren der Schwänze werden ansonsten traditionell feine Malerpinsel gefertigt.
Im Jahr 1965 wurde der Fellverbrauch für eine für einen Zobelmantel ausreichende Felltafel mit 60 bis 80 Fellen angegeben (sogenanntes Mantel-„Body“). Zugrundegelegt wurde eine Tafel mit einer Länge von 112 Zentimetern und einer durchschnittlichen Breite von 150 Zentimetern und einem zusätzlichen Ärmelteil. Das entspricht etwa dem Fellmaterial für einen leicht ausgestellten Mantel der Konfektionsgröße 46 des Jahres 2014. Die Höchst- und Mindest-Fellzahlen können sich durch die unterschiedlichen Größen der Geschlechter der Tiere, die Altersstufen sowie deren Herkunft ergeben. Je nach Pelzart wirken sich die drei Faktoren unterschiedlich stark aus.
Bei der Verarbeitung zu Kleidungsstücken können die Felle entweder in ihrer natürlichen, nach dem Aufschneiden und Abstrecken rechteckigen Form oder aber ausgelassen verarbeitet werden. Die Entscheidung des Pelzdesigners für eine der beiden Möglichkeiten hängt zum einen von der Qualität der ihm vorliegenden Felle sowie von der jeweils vorherrschenden Modeauffassung ab.
Es gibt wohl keine Fellart, bei der trotz oberflächlicher Ähnlichkeit die Felle so unterschiedlich sind wie beim Zobel. Selbst bei Fellen des gleichen Herkommens ist es für den Kürschner manchmal kaum möglich, zwei annähernd gleiche Felle zu finden. Beim Auslassen werden Felle in V- oder A-förmige Schnitte geschnitten und auf Kosten der Breite derart neu zusammengenäht, dass ein Fell die neue Stolen-, Jacken- oder Mantellänge ergibt. Die Auslass-Schnitte können ohne Qualitätsverlust nur bis zu einem gewissen Maß gegeneinander verschoben werden, auch ist die Anzahl der bei Zobel etwa vier Millimeter breiten Schnitte durch die Felllänge begrenzt. Ab einer gewissen benötigten Länge muss die Fläche für einen Streifen vor dem Auslassen durch das sogenannte Einschneiden von mehreren, normalerweise zwei Fellen, zu einem einzigen Fellteil vergrößert werden. Um zu einem guten Ergebnis zu gelangen bedarf es einer größtmöglichen Übereinstimmung innerhalb eines Sortiments. Selbst dann ist die Arbeit sehr diffizil und erfordert große kürschnerische Erfahrung. Das Auslassen wird immer dann bevorzugt, wenn die Pelzmode auch bei anderen Fellarten schmalstreifige, fließende Optiken verlangt. Dies war zumindest einige Jahrzehnte lang nach dem Zweiten Weltkrieg der Fall, als ausgelassene Nerzmäntel die Pelzmode nicht nur im Hauptverbrauchsland Deutschland dominierten. Setzt man die Felle nebeneinander und in Zeilen übereinander, ist das Sortieren etwas einfacher. Derzeit (2011) wird bevorzugt die ganzfellige Verarbeitung angewendet.

## Die Mode

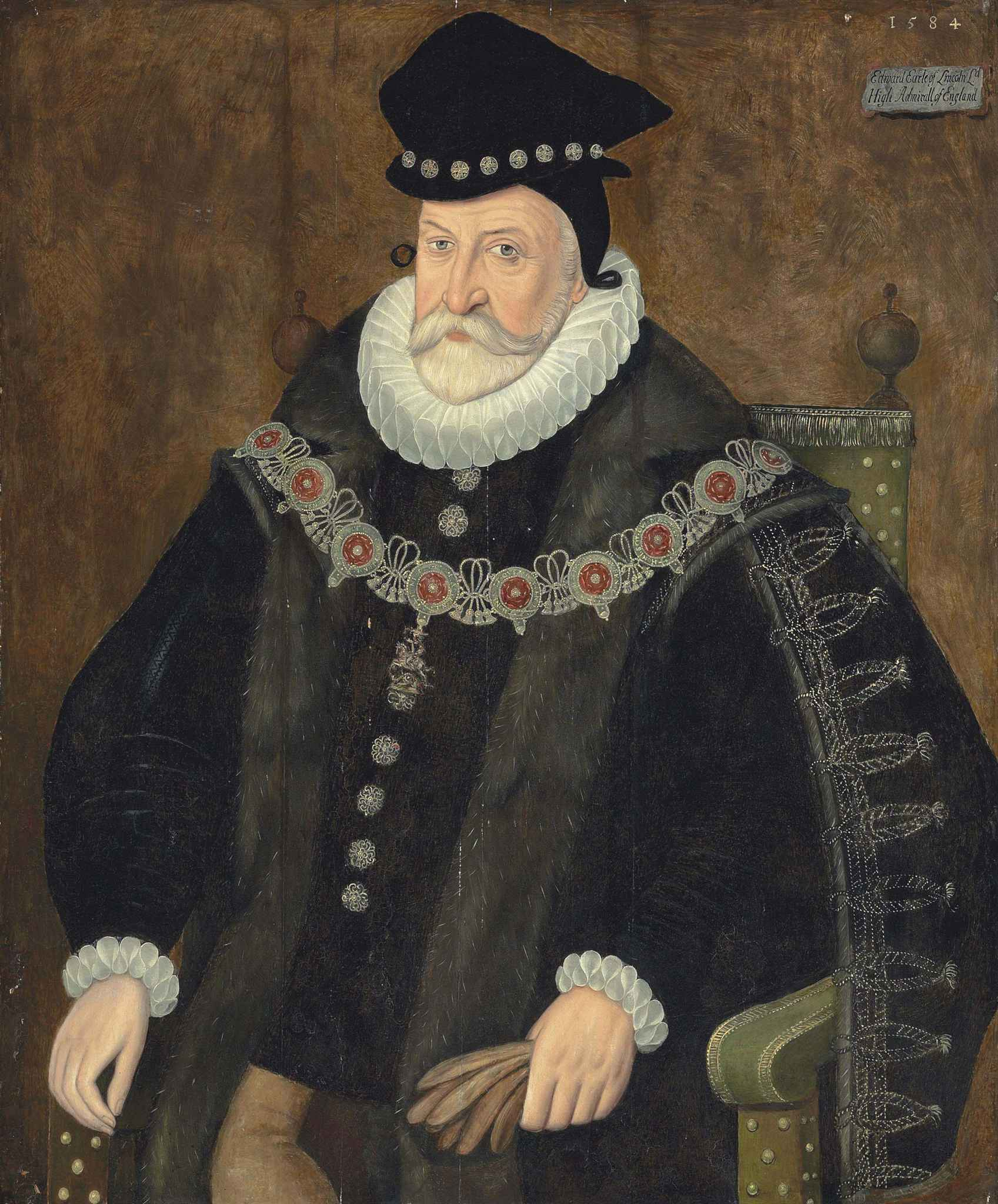
Fiennes de Clinton, 1. Earl of Lincoln (1584)
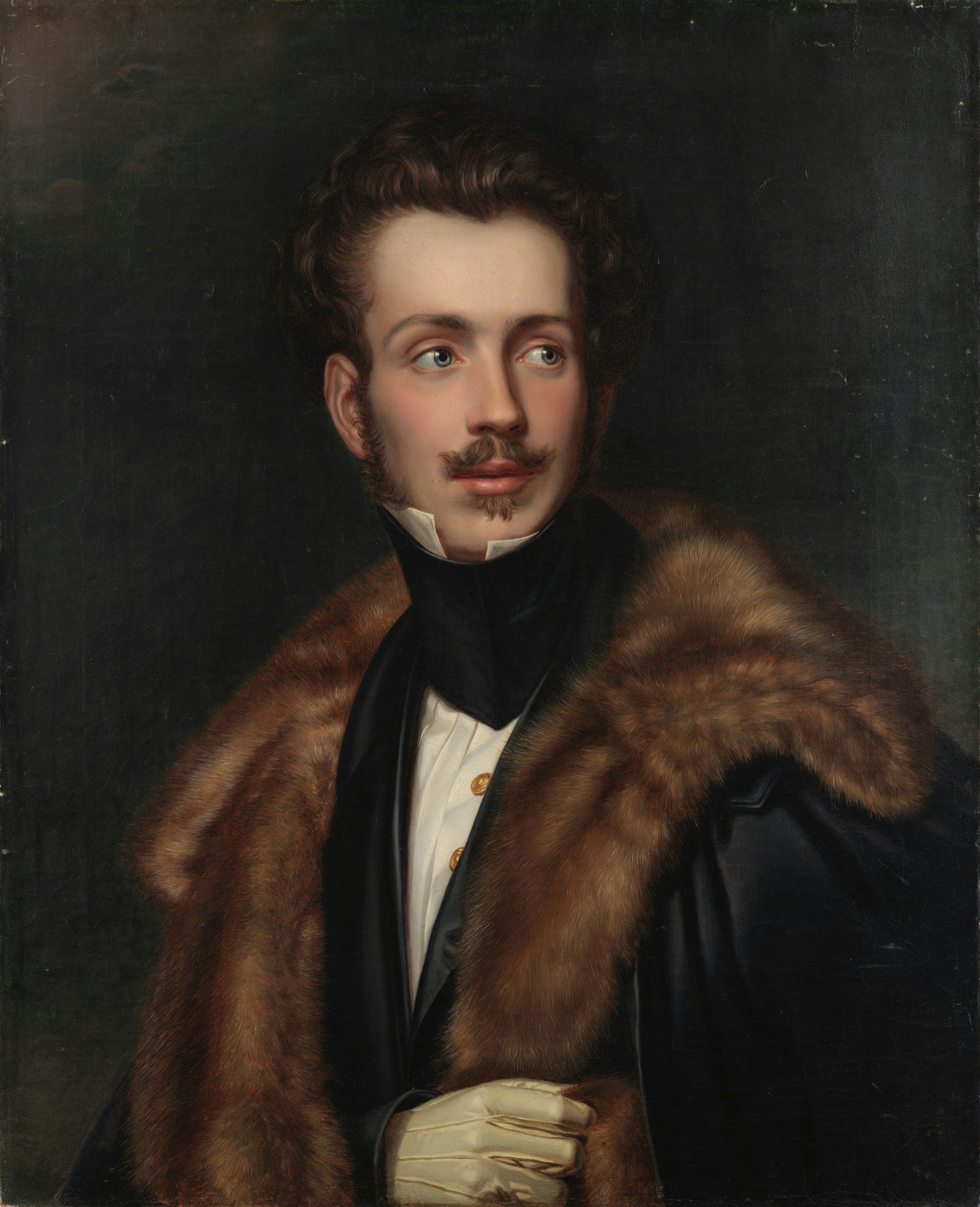
Auguste de Beauharnais, Herzog von Leuchtenberg (etwa 1835)
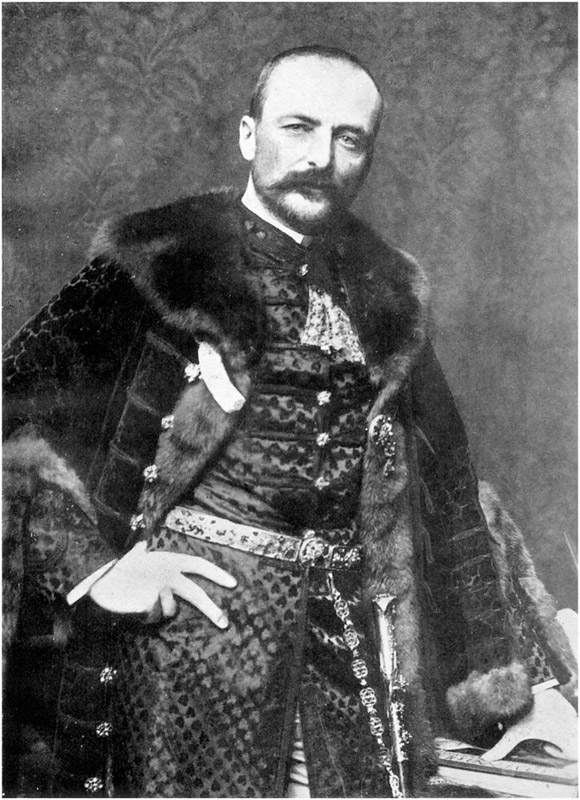
István Tisza, Ministerpräsident Ungarns (1861–1918) mit zobelverbrämtem Dolman
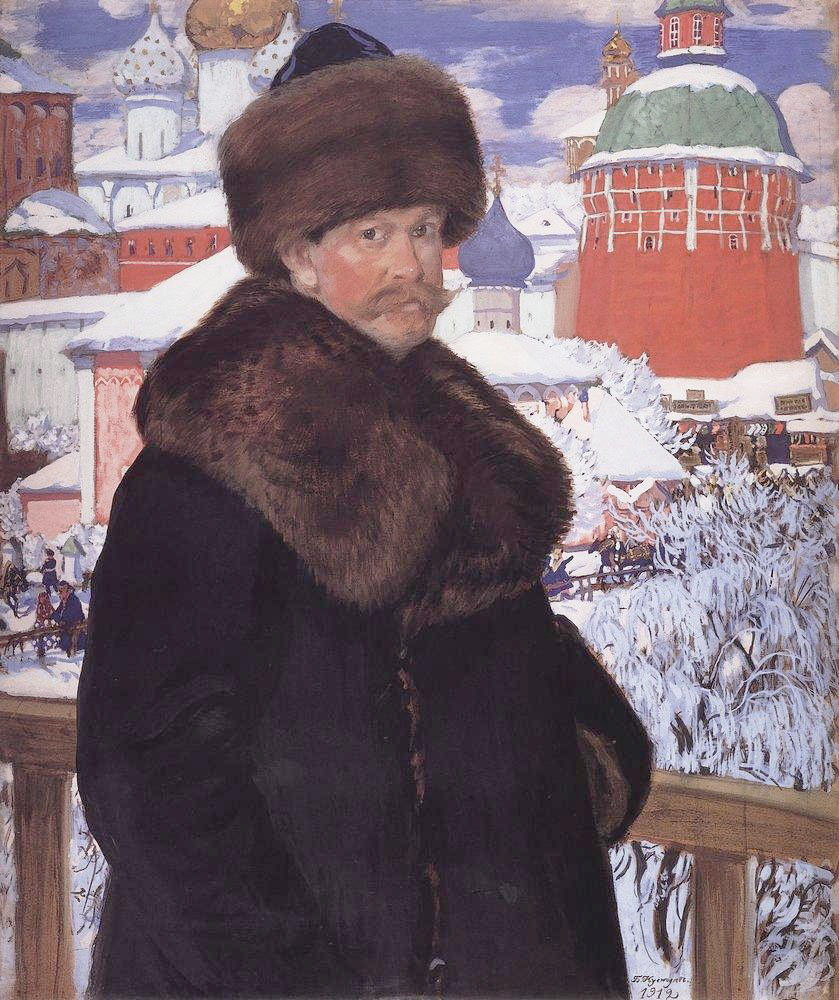
Boris Michailowitsch Kustodijew, Selbstporträt mit Zobelkragen und -mütze (1912)

2006 fanden russische und deutsche Archäologen bei Ausgrabungen im Altaj (Mongolei) die Eismumie eines Skythenkriegers aus der Pazyrik-Kultur (5.–3. Jh. vor Chr.). „Den ‚blonden Prinzen‘ aus den Bergen wärmte ein prächtiger Pelzmantel, in dem Zobel verarbeitet wurde. Die Felle waren blau und rot gefärbt mit indischem Indigo und wohl aus Persien importiertem Kermes“.
Wenngleich es von Kaiser Karl dem Großen heißt, dass er die Einfachheit liebte, trug er nach Einhard einen ganz aus Otter und Zobel gefertigten Pelz (murinae pelles) und dazu einen hermelinverbrämten gallischen Mantel. Auch Napoleon Bonaparte besaß später ein solches Stück als Zeichen seiner französischen Herrschaft. Über Karls des Großen Tochter Bertha schreibt Angilbert, des Kaisers Kaplan: „…und der schneeige Hals trägt stolz den köstlichen Marder“, über ihre Schwester Theodrada: „…weithin scheinet der Mantel verbrämt mit dunklem Rauchwerk“, dem Zobel. Überhaupt schwelgen die weltlichen wie auch die geistlichen Fürsten gegen das 10. Jahrhundert in feinstem und edelstem Pelzwerk, erwähnt werden in diesem Zusammenhang russische Kronenzobel. Es kam eine Art Überkleid auf, bei der die Pelzseite nach außen getragen wurde. Das Motiv, sich von der übrigen Bevölkerung absetzen zu wollen, blieb bis in das späte Mittelalter und darüber hinaus für bestimmte Pelzarten bedeutend. Das galt nicht nur für die weltlichen Würdenträger; zu den Hauptkäufern gehörte auch der niedere und höhere Klerus. Die Chronisten berichten von feinstem Pelzwerk für Bischöfe und andere Kirchenfürsten; Zobel-, Marder-, Hermelin-, Otter- und Biberfelle waren ihnen gerade gut genug.
In der ersten Hälfte des 16. Jahrhunderts hatte die Modetracht kein ausgesprochen aristokratisches Gepräge mehr wie insbesondere zuvor in der Blütezeit der burgundischen Mode. Sie wird in gleicher Weise von der geistigen Führung und von zu Macht und Ansehen gelangten Bürgern getragen. Der Unterschied ist nur scheinbar, wenn Albrecht Dürer den Nürnberger Ratsherrn Hieronymus in einer Schaube mit breitem Marderkragen (1526) malte und den Kaiser Maximilian I. im Zobelpelz (1519), die wohlhabende Kaufmannsschaft konnte sich durchaus auch Zobel leisten.

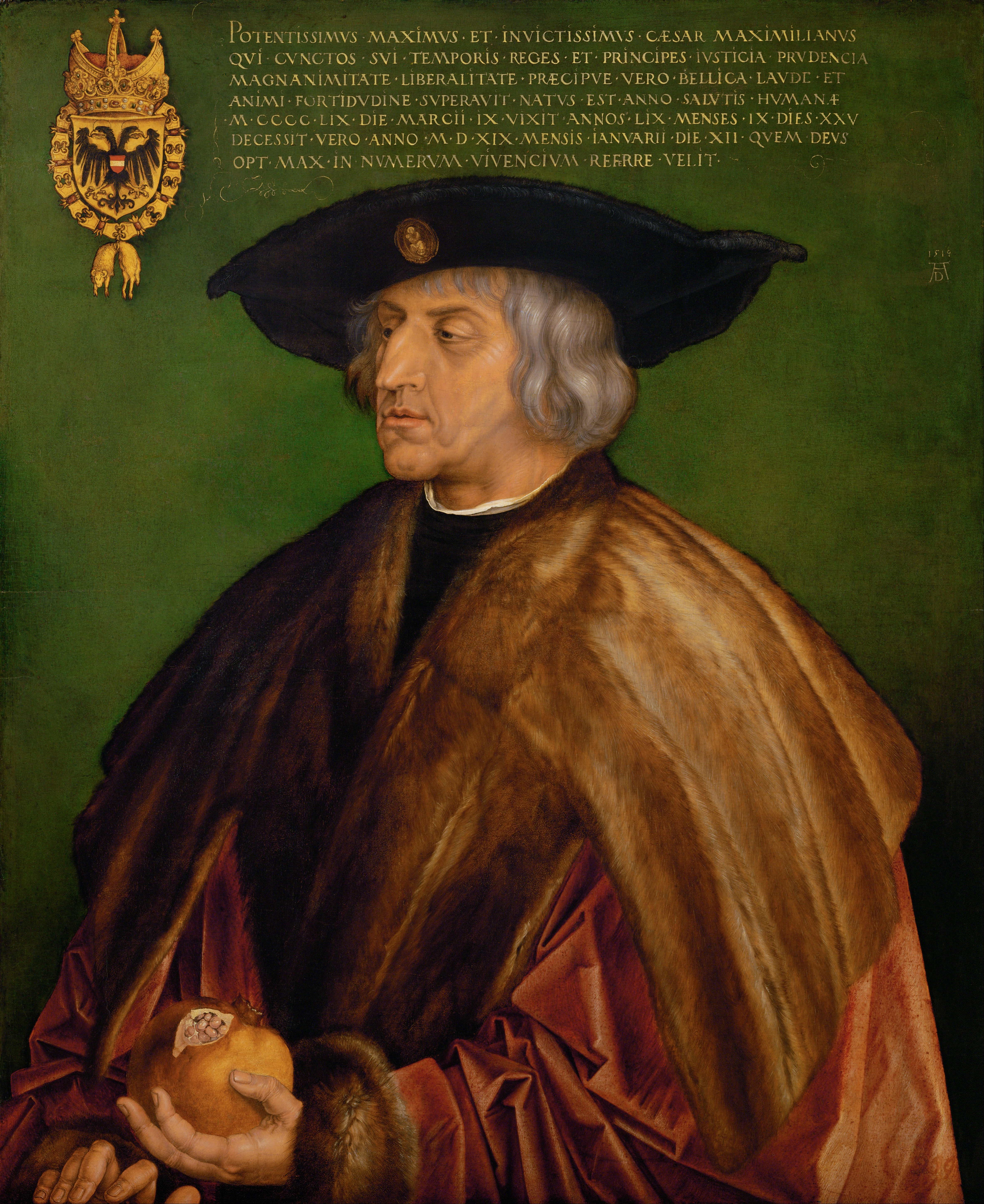
Kaiser Maximilian I. mit zobelbesetzter Schaube (1519)

Auch die im Schnitt abweichende italienische Mode verbrämte mit Hermelin und Zobel, wenn sie reiche Wirkung erzielen wollte. Als Lukrezia Borgia 1502 den Grafen Alfonso d’Este von Ferrara heiratete, trug sie zum Empfang der ferraresischen Gesandten ein mit Gold besticktes, weißes Kleid mit dunklem, mit Zobel verbrämtem Samtüberwurf.
Der Pelzverbrauch steigerte sich von Jahrhundert zu Jahrhundert. Zahlreiche Kleiderverordnungen versuchten dies einzuschränken. Für die gesamte Bürgerschaft wurde Kleidung und Tracht bis ins Einzelne geregelt. Vorschriften besagten, welche Pelzarten den jeweiligen Ständen erlaubt waren, wie die Verarbeitung beschaffen sein musste und anderes mehr. Unter Edward IV. von England war nur dem Adel erlaubt, Kleidung aus Zobel zu tragen. Bis auf wenige Ausnahmen hatten diese Maßnahmen jedoch keinen Erfolg. Der Muscovy Hat, deutsch „Moskowischer Hut“, ist heute noch die traditionelle, bei festlichen Anlässen getragene Zobelzmütze des Londoner Sword Bearers, des Schwerträgers. Die Sächsische Landespolizeiordnung von 1661 verfügt zum Beispiel, wer „gute zoblne Müffe“ und wer bloß gefärbte oder gar nur gewöhnliche „Marder-Müffe“ tragen durfte: „So sollen auch die ungefärbte gute Zobel-Mützen und Müffe allein Unsern Räthen, vornehmen Hof-Offizieren und Adelichen Personen, deren Weibern und Töchtern, gute Zobelne Mützen und gefärbte zobelne Müffe denen Professoren, Doktoren, geübten Practicis, Secretarien und deren Weibern und Töchtern „nachgelassen“, denen übrigens aber gänzlich verboten und sie auf Mardern o. a. geringe Futter nach Gelegenheit verwiesen sein. Alles bey Strafe dreissig Thaler, wer herwieder handelt. “ Mitte des 19. Jahrhunderts gehörte zur Robe des Londoner Oberbürgermeister, der Aldermen, der Sheriffs usw. eine, ihren Rängen entsprechende, Verbrämung aus Zobelfell.

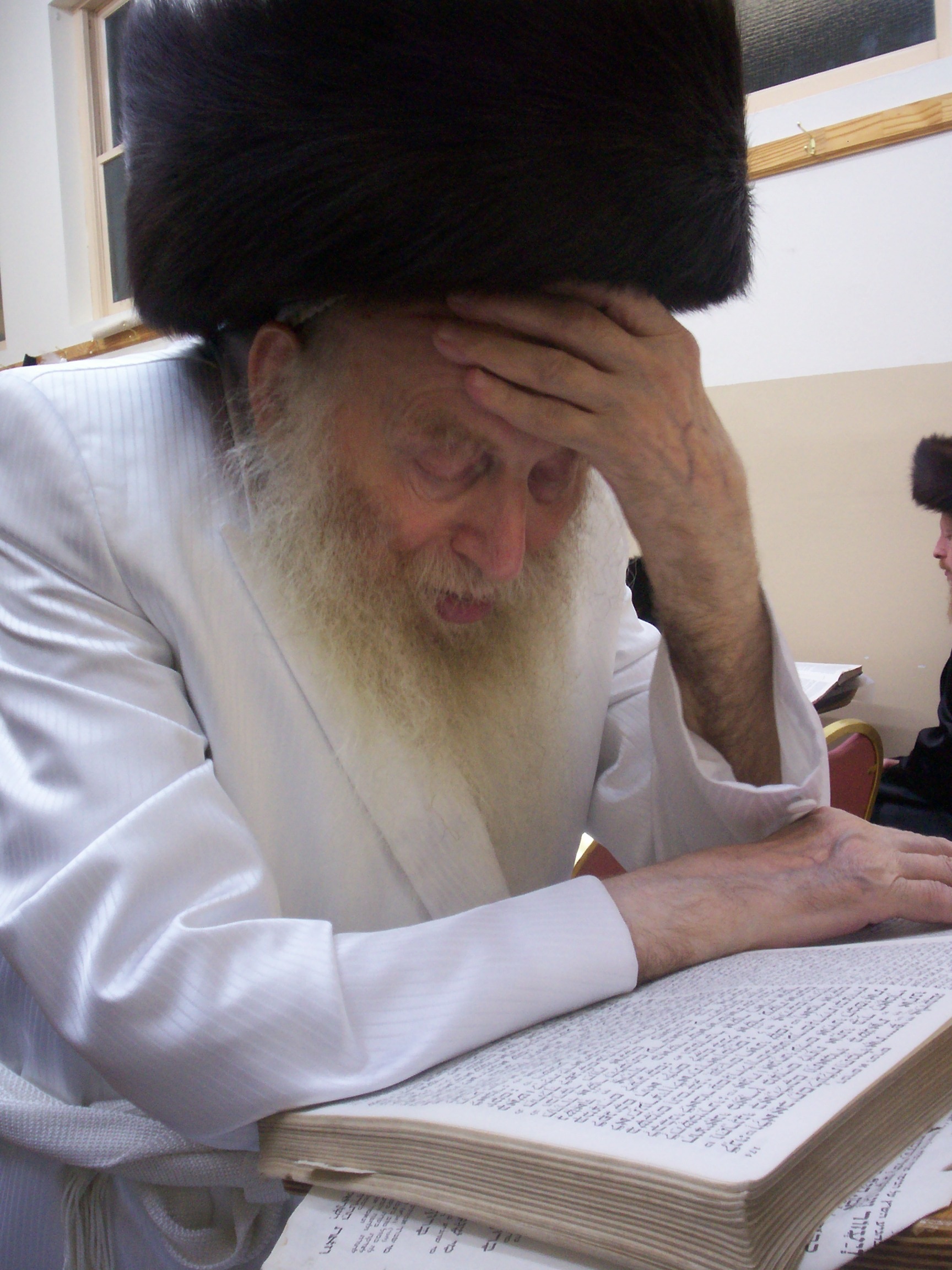
Rebbe Naftoli Tzvi Labin aus Ziditschov mit Schtreimel
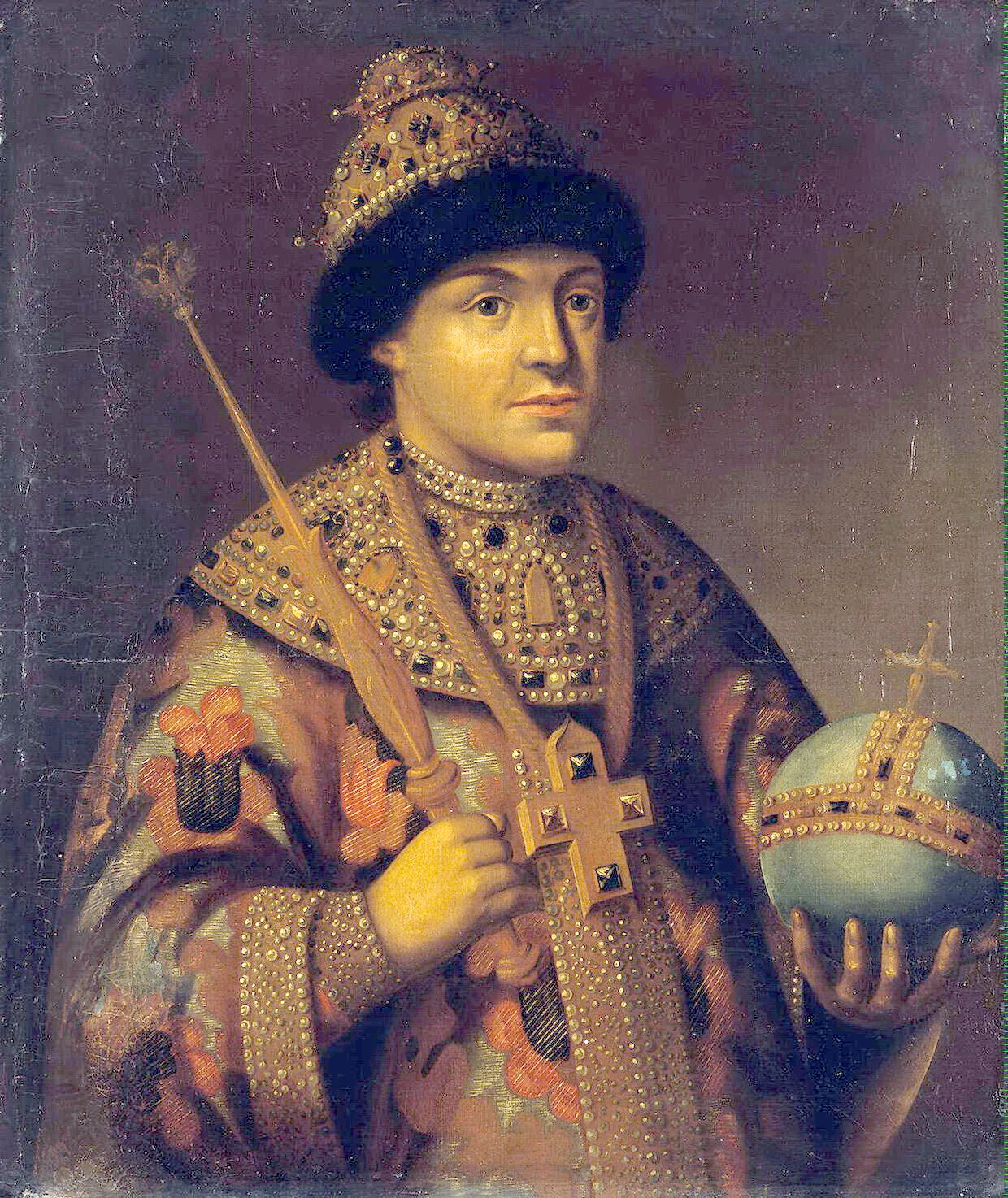
Feodor III. (1661–1682) mit zobelverbrämter Zarenkrone

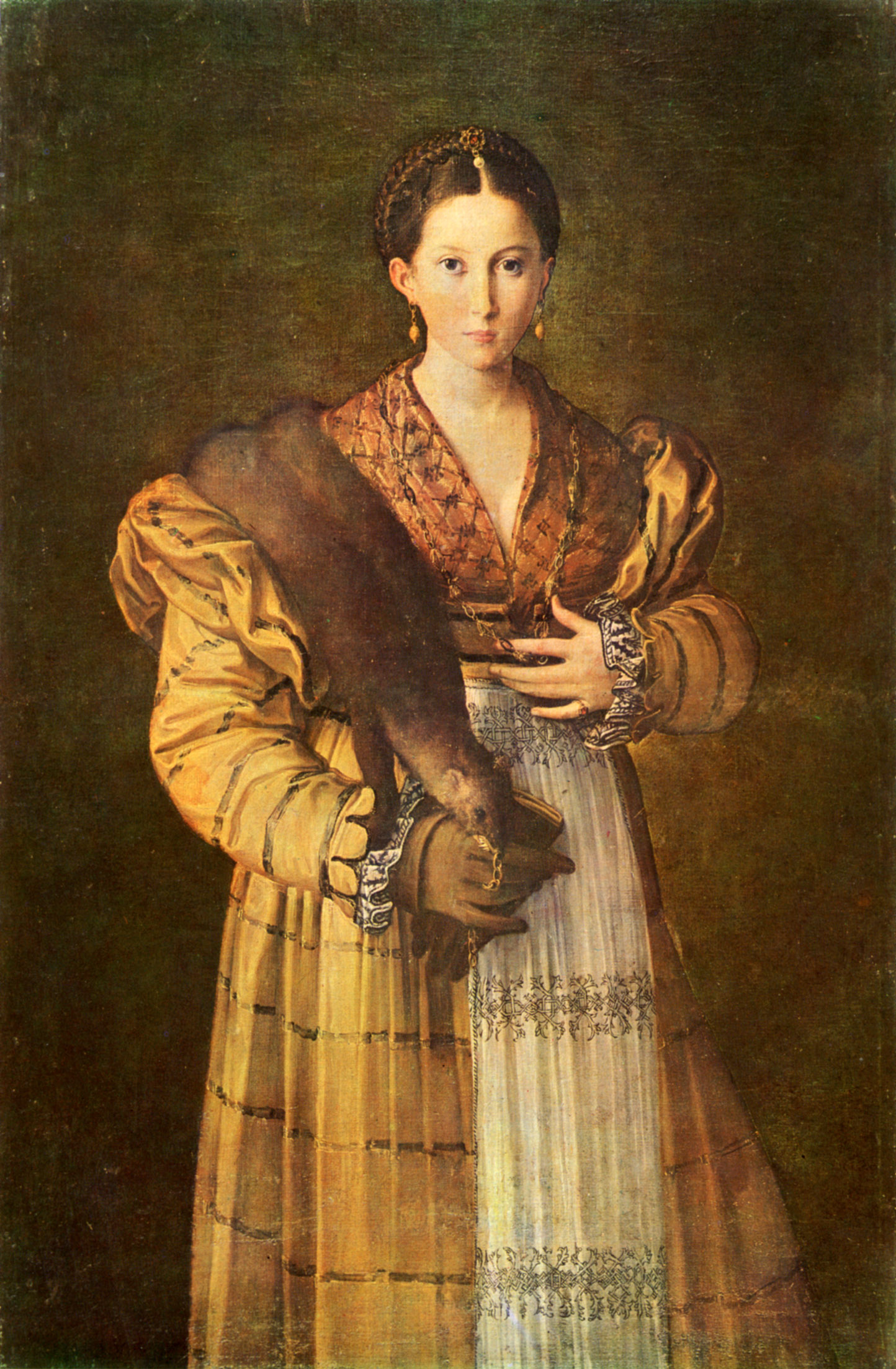
Zobel-Flohpelz, Gemälde von Parmigianino (1503–1540)

Der Zobel war die wertvollste Pelzart des Mittelalters, gefolgt vom Hermelin; oft wurden auch beide eindrucksvoll in einem Kleidungsstück vereinigt. Der Marquis de Stainville ließ sich ein Galakleid arbeiten, dessen Besatz und Innenfutter aus Marder- und Zobelfellen 25.000 Livres kostete. Durch den steigenden Verbrauch stiegen in den folgenden Jahrhunderten die Preise für ein Zobelfell auf 170 Rubel, ein ganzer Zobelpelz soll gelegentlich 20.000 Rubel gekostet haben. War man genügend wohlhabend, so wollte man das regelmäßig auch zeigen. Der Mantel oder die Schaube wurde ganz mit Pelzwerk ausgefüttert und die Fellblende war besonders üppig, die Stoffhülle war aus wertvollen Seiden oder Wollstoffen gefertigt. Zobelfell wurde häufig nur für den Kragen oder Verbrämungen verwendet, nach innen kamen dann doch preiswertere Fellarten: „…so hatten sie doch ihre Marderschauben und Zobel am Rücken meistenteils mit Schaffellen gefüttert“, heißt es in der Zimmerischen Chronik.
Goethe gibt in Dichtung und Wahrheit einen Hinweis darauf, dass der Zobel auch noch Mitte des 19. Jahrhunderts, inzwischen auch als Verbrämung an der gutbürgerlichen Kleidung, vorhanden ist. Er erzählt, wie ihn seine Mutter auf der Eisbahn besucht und er, leichtbekleidet und frierend, sich ihren Pelz ausbittet: „Sie saß im Wagen in ihrem roten Sammetpelze, der, auf der Brust mit starken goldenen Schnüren und Quasten zusammengehalten, ganz stattlich aussah. Geben Sie mir, liebe Mutter, Ihren Pelz!… Im Augenblick hatte ich den Pelz an, der purpurfarb, bis an die Waden reichend, mit Zobel verbrämt, mit Gold geschmückt, zu der braunen Pelzmütze, die ich trug, gar nicht übel kleidete.“
Der Pelz spielte in den wechselnden Moden eigentlich eine untergeordnete Rolle, er war bis in das 19. Jahrhundert meist nur eine wärmende und schmückende Ausstattung, eine die Mode mitbestimmende Pelzbekleidung gab es nicht. Einzelne Teile machten gelegentlich eine Ausnahme.
Zibellini, die sogenannten Flohpelzchen des Mittelalters, haben ihren aus dem italienischen entlehnten Namen vom Zibellino, dem Zobel. Den heute als Pelzkollier bezeichneten, in Tierform gearbeiteten Schals haben wahrscheinlich erst spätere Generationen die Eigenschaft angedichtet, die Trägerin könne damit ihre Flöhe anlocken und anschließend ausschütteln. Die Parasiten werden von der Körperwärme angelockt, nicht von dem weichen Zobelhaar. Oft waren Kopf und Pfoten mit feinster Goldschmiedearbeit und Edelsteinen umhüllt, was erklärt, dass meist nur Fürstinnen sich diesen Schmuckpelz leisten konnten. Die reiche Augsburger Patrizierin Philippine Welser besaß einen Flohpelz aus Zobel mit goldenem Kopf und Pfötchen, die mit Rubinen und Smaragden besetzt waren. Die Augen waren Granaten, im Schnäuzchen steckte eine Perle. Um 1900 bis einige Zeit nach dem Zweiten Weltkrieg waren Fuchskolliers, Kolliers aus Nerz oder anderen Marderarten, und wer es sich leisten konnte, aus zwei, vier oder mehr Zobelfellen, ein sehr beliebtes Accessoire.

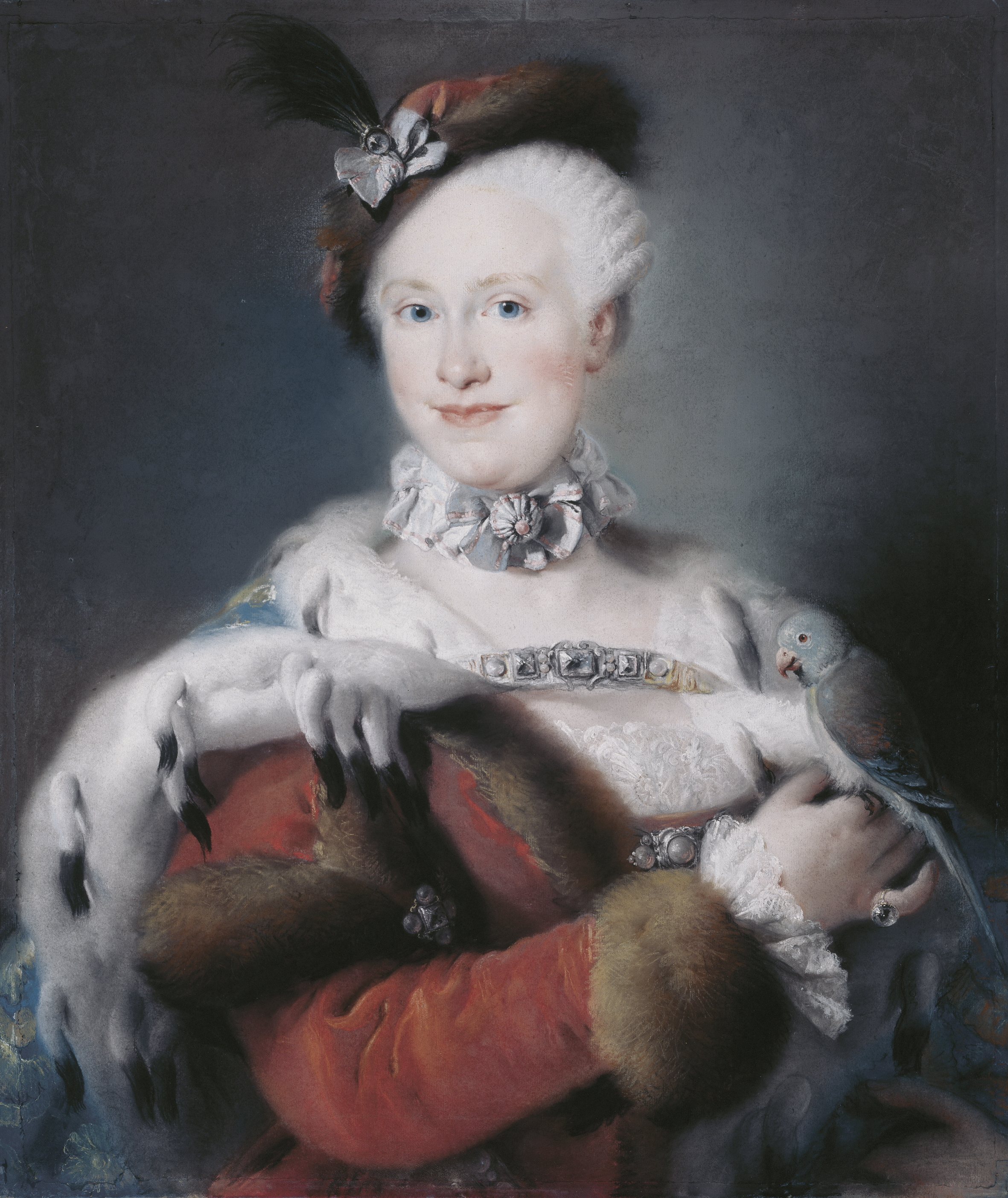
Maria Ludovica von Spanien mit Hermelin und Zobel (1763)
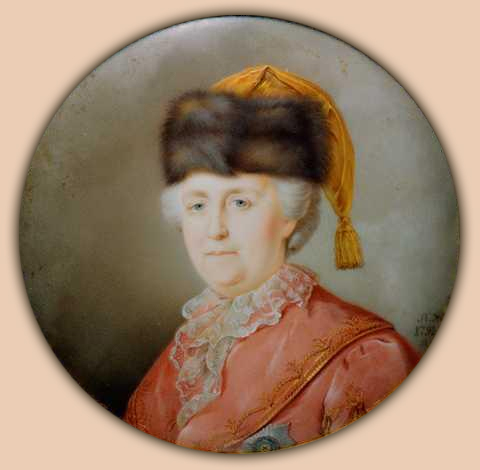
Katharina die Große (1729–1796)
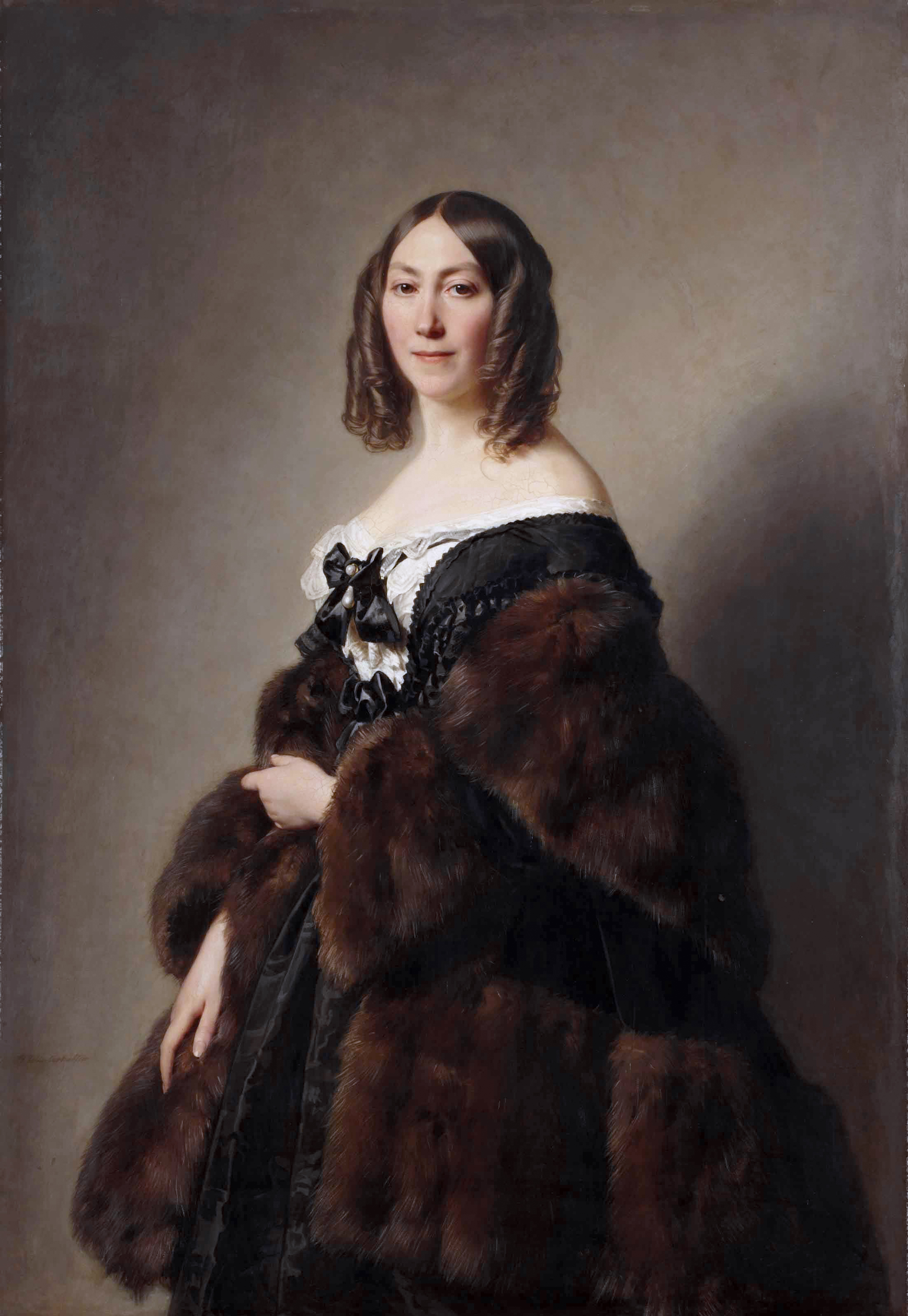
Cécile Charlotte Furtado-Heine (1821–1896) mit Zobelmantel
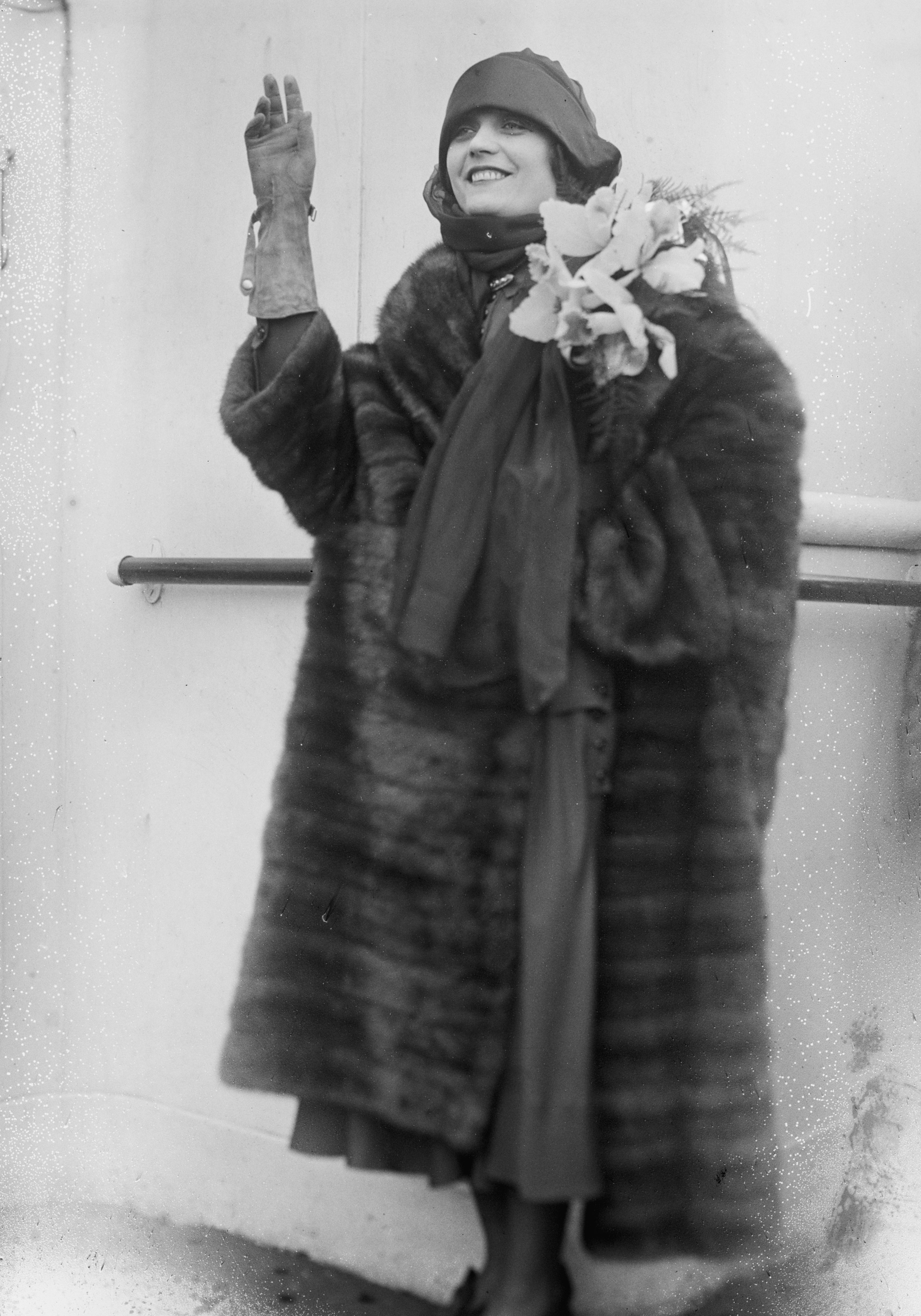
Pola Negri, Stummfilmschauspielerin, im Zobelmantel (1927)
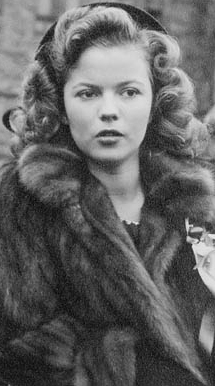
Shirley Temple, Schauspielerin (1944)

Auch die Kopfbedeckungen hatten häufig einen mehr oder weniger breiten Rand aus wertvollen Fellarten. Zuerst versah man nur die Mützen damit (13. Jahrhundert), später auch die Hüte, gelegentlich arbeitete man auch das ganze Teil aus Pelz. Wie erwähnt, gestattete man im 17. Jahrhundert die Zobelmütze bereits Standespersonen, wie Adligen, Hofoffizieren, Räten und deren Frauen und Töchter sowie auch den etwas niedriger rangierenden Professoren und Doktoren. Bis ins 17. Jahrhundert hinein waren die „Knäsen“, die Kronen der Zaren, mit Gold und Edelsteinen geschmückte Zobelmützen (siehe Mütze des Monomach). Eine militärische Kopfbedeckung in der Form einer Husarenmütze ist die Busby aus Zobelfell. Sie wird in Großbritannien nur noch von der Königsgarde und der Königlichen Reitenden Artillery (Royal Horse Artillery) getragen. Vor 1939 war „The Busby“ auch bei Husarenregimentern, der Königlichen Artillerie, den Königlichen Pionieren und den Königlichen Nachrichtenformationen in Gebrauch.

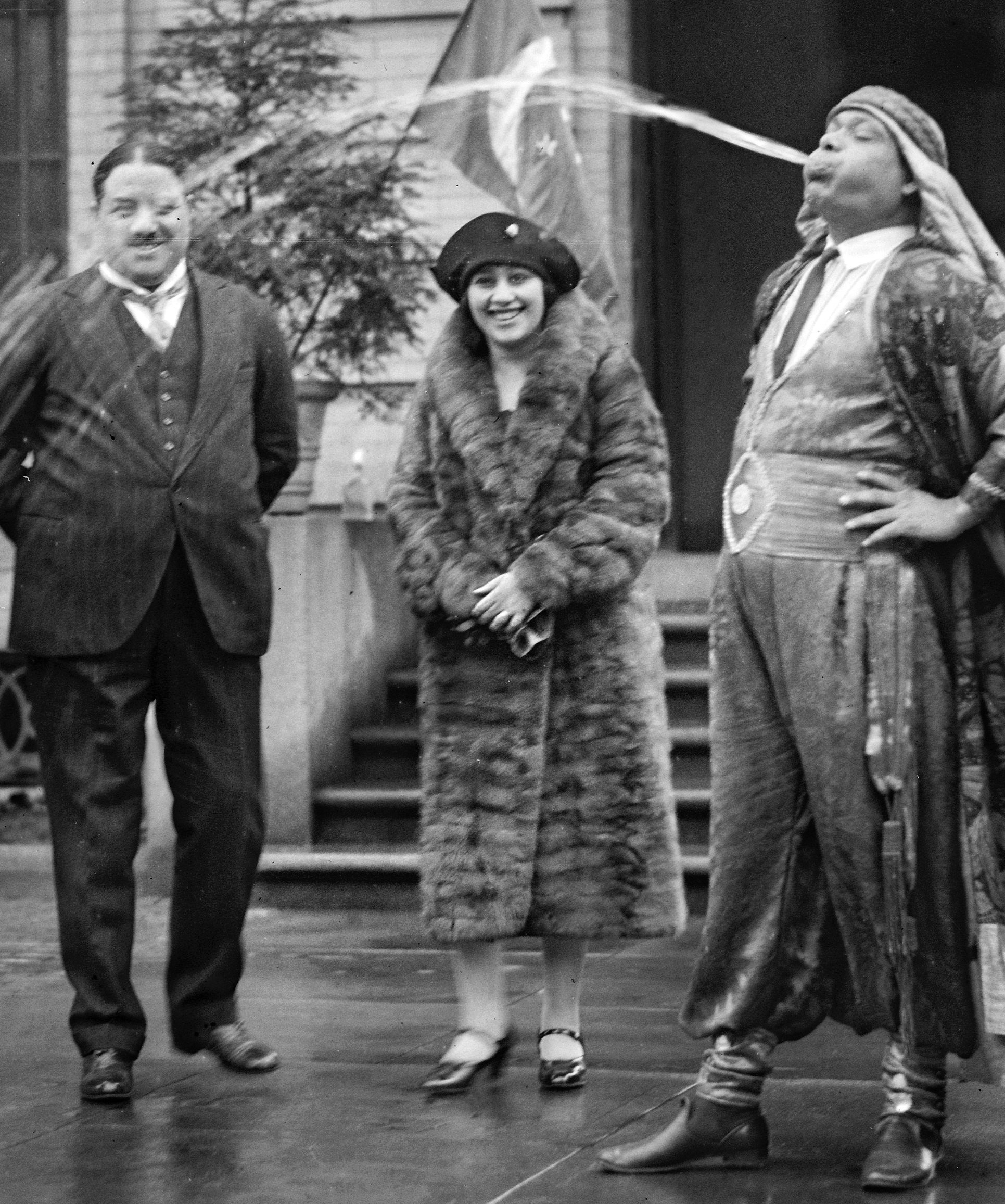
Mantel aus Zobelpfoten (1926)

Anfang des 17. Jahrhunderts taucht der Muff als wärmender Handschmeichler auf, üblicherweise aus Fell gearbeitet. Anfangs nur von Frauen getragen, gehört er Ende 1700 bereits selbstverständlich zur Garderobe des Kavaliers, aus der er im frühen 19. Jahrhundert wieder verschwindet. Ein Zobelmuff ergänzt unter Umständen den Zobelkragen und vielleicht auch Manschetten am modischen Kostüm der Zeit. Anfangs eine kleine Rolle, erreicht der Muff zwischenzeitlich eine opulente Größe, wird wieder kleiner, bis dann im ersten Viertel des 20. Jahrhunderts wieder große Muffe modern sind, oft mit Pfoten, Schwänzchen und Köpfen garniert.
Der entscheidende Wandel tritt um die Wende des 20. Jahrhunderts ein. Zu Hüten, Mützen, Kragen und Muffen kommen Jacken, Mäntel und Umhänge aus Pelz dazu. Sechzig Jahre später bestimmt die Pelzbekleidung dann die Mode mit, Zobelmäntel und Jacken bleiben jedoch zunehmend wegen der immer geringeren Verfügbarkeit der Felle sehr erlesene, seltene Stücke, die vom gesellschaftlichen und wirtschaftlichen Erfolg des Trägers, zumeist einer Trägerin, Auskunft geben.
Pola Negri, Filmstar der Stummfilmzeit, trägt auf einem Foto von 1927 einen üppigen, langen, quer verarbeiteten ausgelassenen Zobelmantel. Ihre im Jahr darauf geborene Kollegin Shirley Temple, ehemals ein Kinderstar, ist 1944 ebenfalls mit einem sehr erlesenen Zobel, auch in Auslasstechnik gearbeitet, aufgenommen worden. Der deutsche Sänger russischer Lieder Ivan Rebroff war für seine üppigen Pelze bekannt. Zuletzt trug er bei seinen Konzerten eine zobelne Uschanka. Jay-Z, der 1969 in Brooklyn geborene Rapper zeigt seinen gesellschaftlichen Aufstieg ebenfalls mit einer – üppigen – Ohrenklappenmütze aus Zobelfell.
Zobel werden auch heute noch zu Bekleidungsstücken aller Art, zu Mänteln und Jacken oder kleineren Teilen wie Pelzstolen, Capes, Besätzen und Pelzmützen verarbeitet. Die dabei abfallenden Fellreste werden zu Tafeln zusammengesetzt, aus denen man hauptsächlich Innenfutter und Besätze arbeitet. Zobelschweife, wohl bevorzugt die des hier nicht behandelten, sogenannten Amerikanischen Zobels, werden auch für den Schtreimel, die fast wagenradgroße Mütze der chassidischen Juden, verwendet.

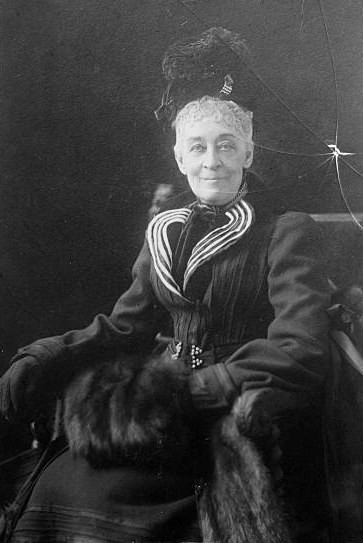
Olivia Sage, amerikanische Philanthropin (1828–1918) mit Zobelmuff
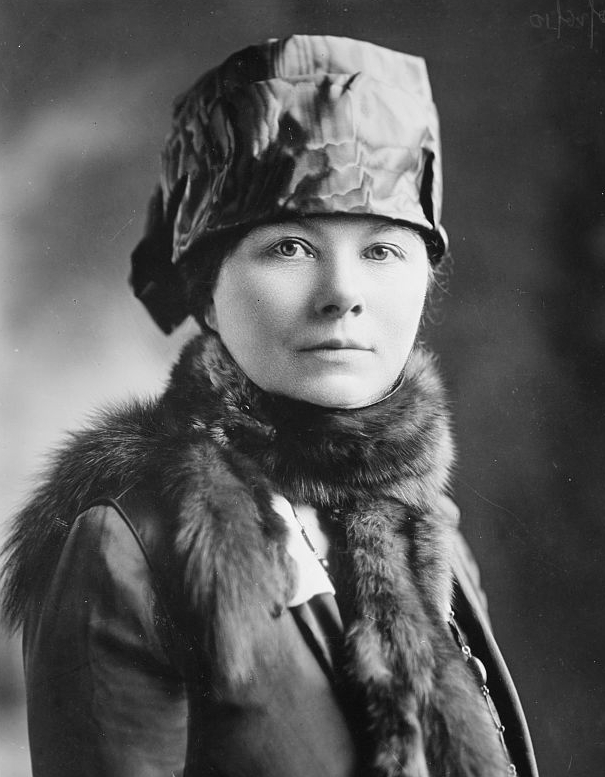
Esther Pohl Lovejoy (1869–1967), Ärztin und Suffragette, mit Zobelkollier
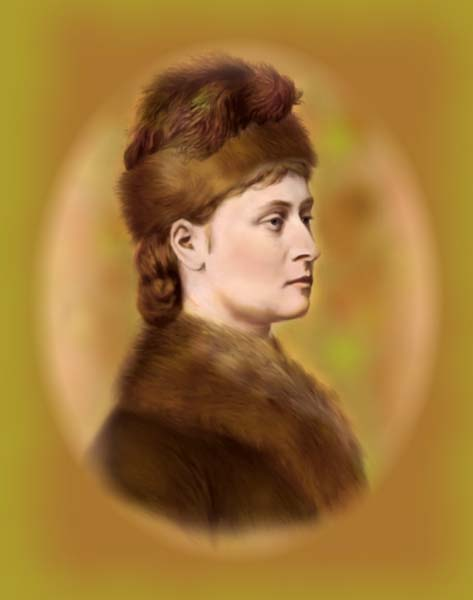
Prinzessin Louise, Duchess of Argyll, mit Zobelmütze und -kragen (etwa 1880)
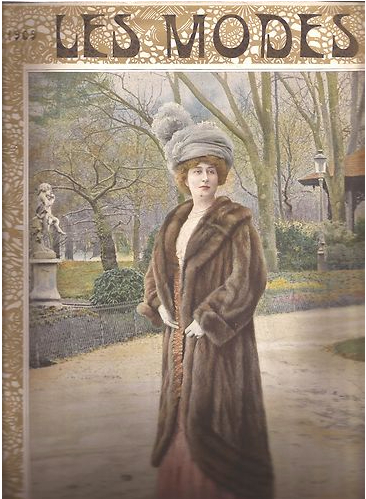
Zobelmantel (Frankreich, 1909)
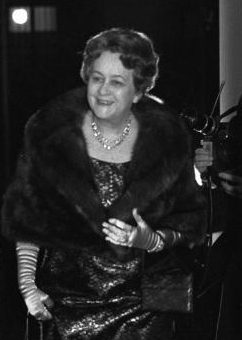
Yvonne de Gaulle, Frau des Staatspräsidenten von Frankreich mit Zobelcape bei einem Bankett zur Einweihung der deutschen Botschaft in Paris (1968)

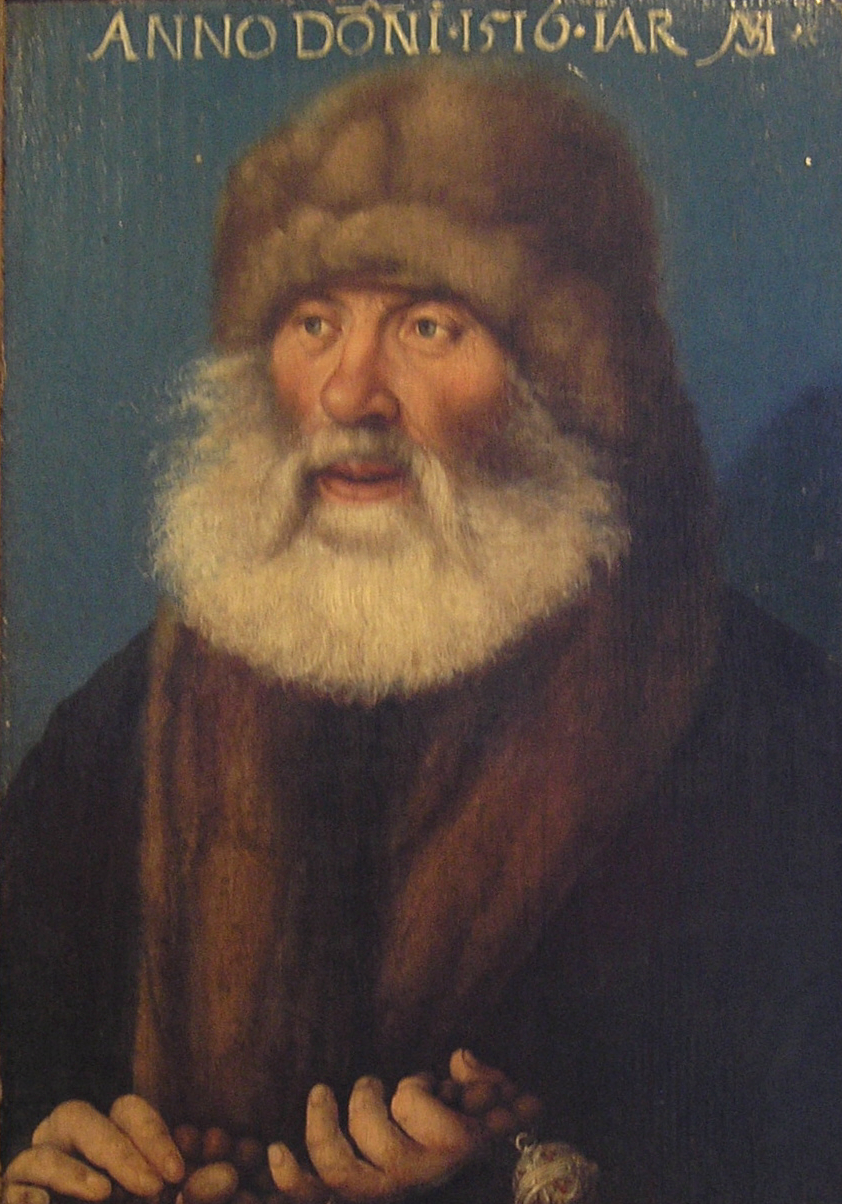
Eitel Besserer, Ratsherr zu Ulm mit Pelzmütze und -besatz (1516)
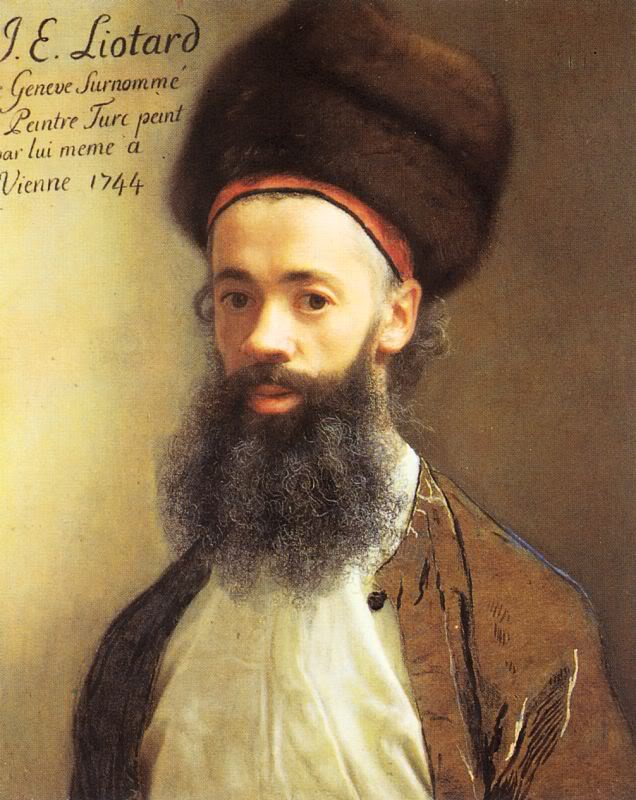
Jean-Etienne Liotard, Selbstporträt (1744)
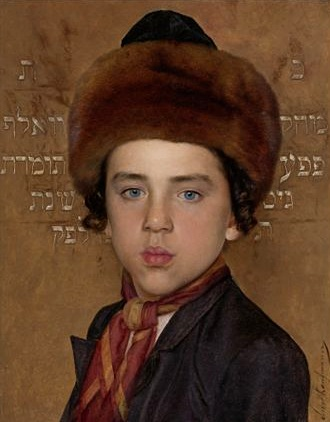
Porträt eines Jungen, Isidor Kaufmann (1853–1921)
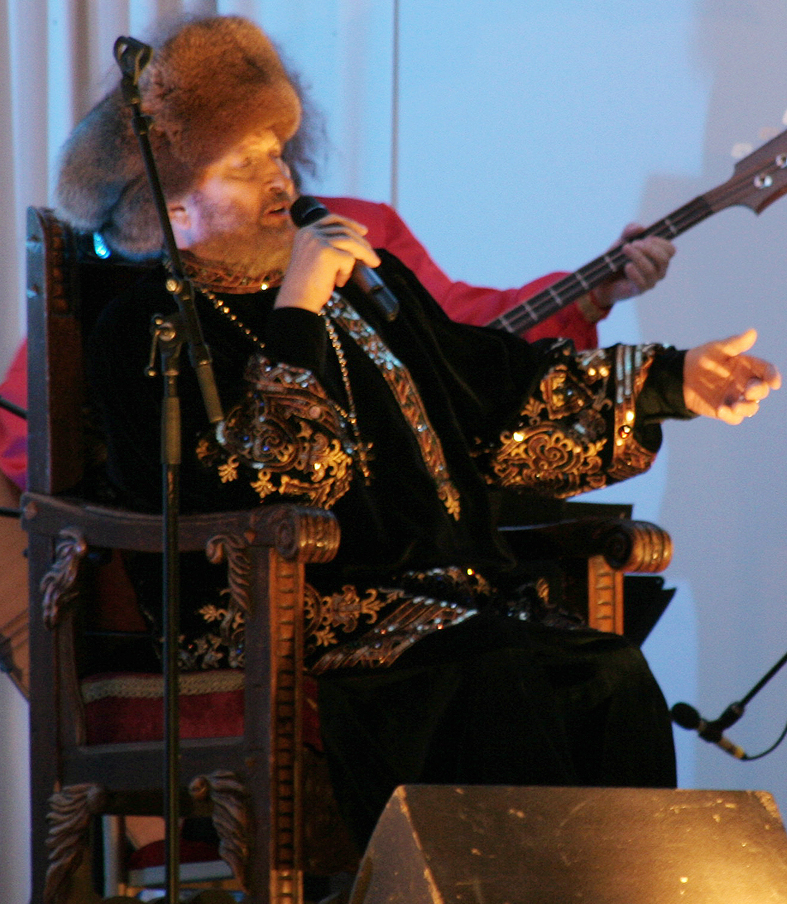
Ivan Rebroff, Sänger (2006)
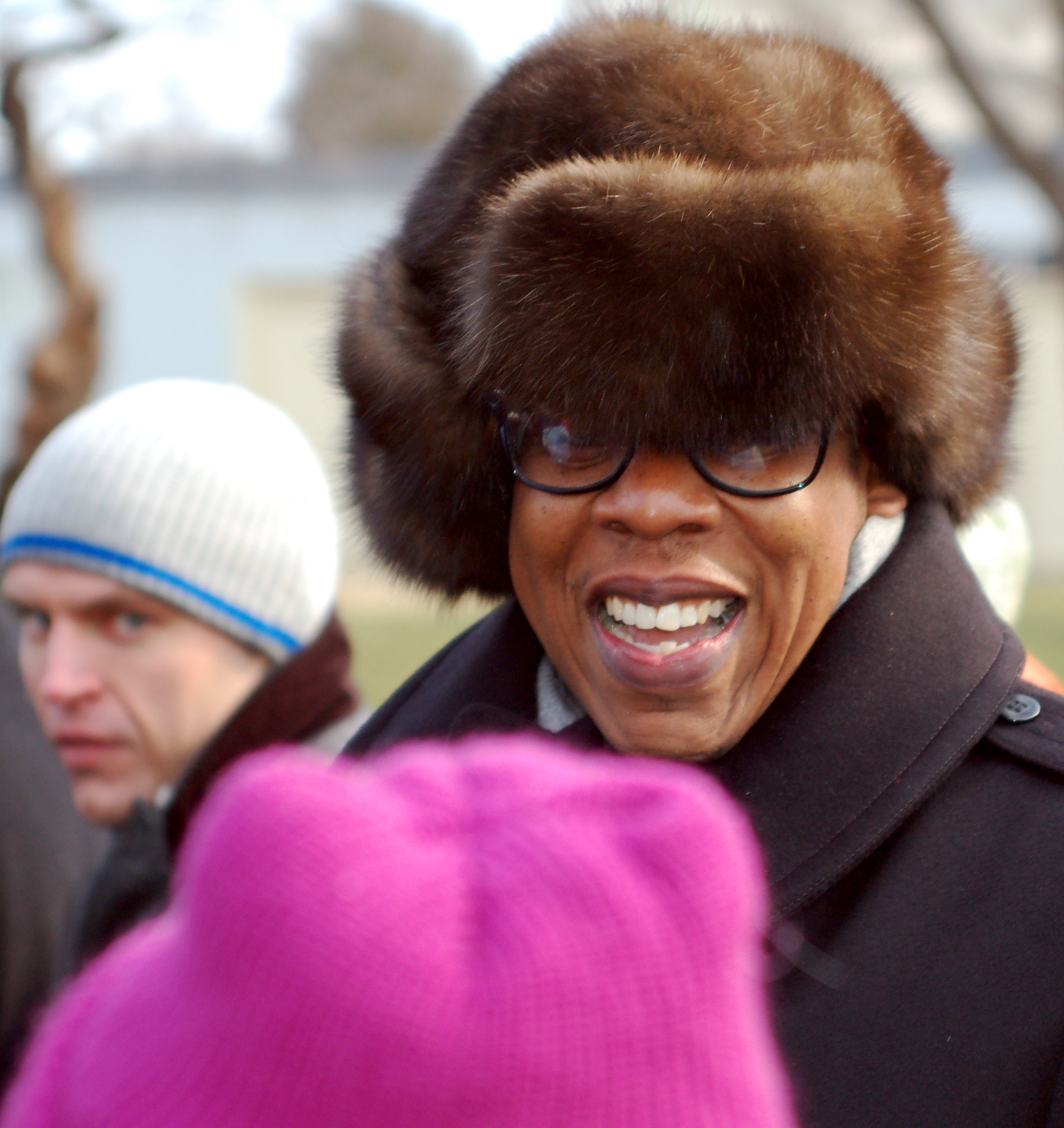
Der amerikanische Rapper Jay-Z (2009)

## Zahlen, Fakten

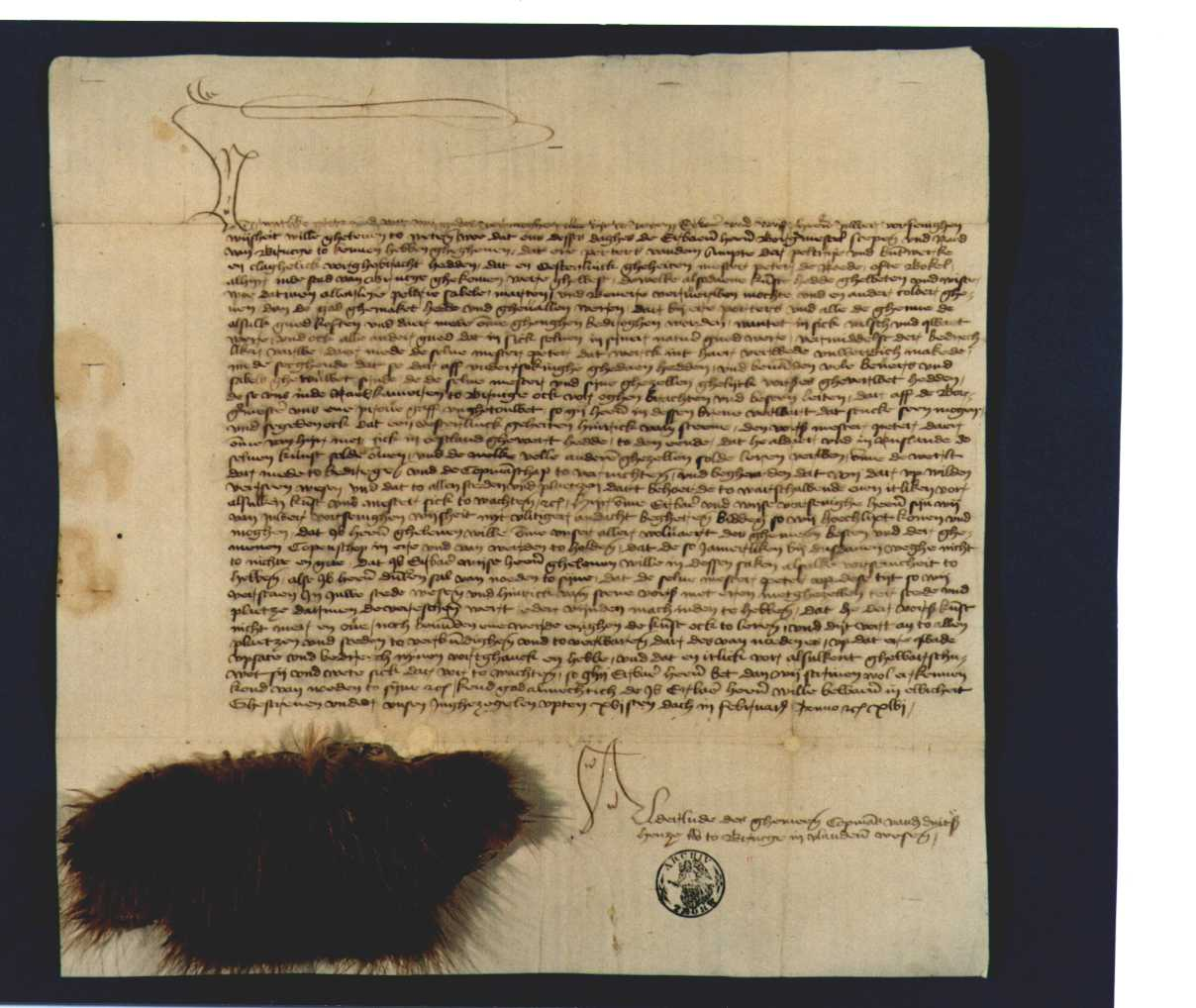
Schreiben aus Brügge an die Stadt Toruń mit der Bitte zu prüfen, welche der dortigen Kürschner eventuell auf Zobel verfälschte Felle in den Handel bringen. Anbei als Muster ein Stück nachgefärbtes Eichhörnchenfell (1446)

- 1729 bis vor 1988

| 1729   | 1864    | 1910    | 1923/24 | 1925   | 1947   | 1949   | 1951   | 1955   | 1956   | vor 1988 |
| ------ | ------- | ------- | ------- | ------ | ------ | ------ | ------ | ------ | ------ | -------- |
| 12.480 | 245.000 | 220.000 | 6.000   | 19.500 | 36.600 | 31.100 | 40.400 | 67.500 | 68.500 | 100.000  |

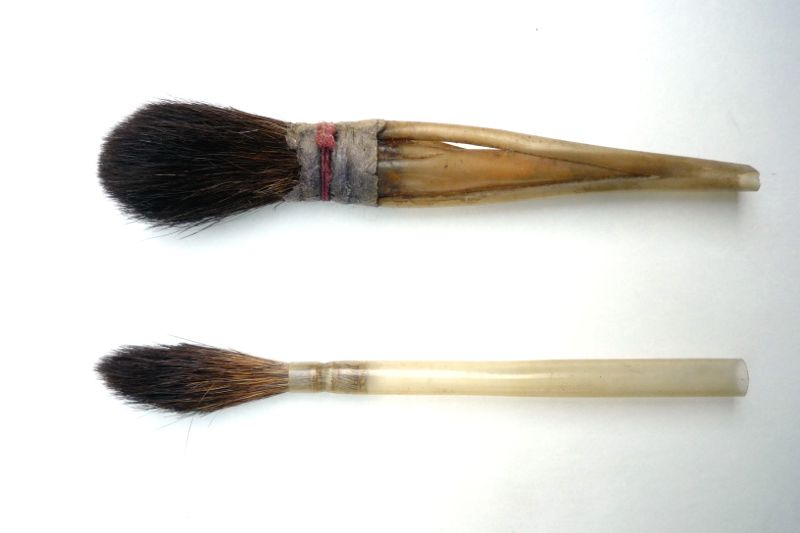
Pinsel aus Zobelhaar (ca. 1. Hälfte des 20. Jh.)

- Zitat: In der 2. Hälfte des 17. Jahrhunderts wurden in einem Jahr 579 Zimmer (29.160 Stück) und 18.742 Zobelschwänze ausgeführt; aus Narwa zwei Zimmer (80 Stück), während allerdings der Handel mit China um diese Zeit gering war.[78]

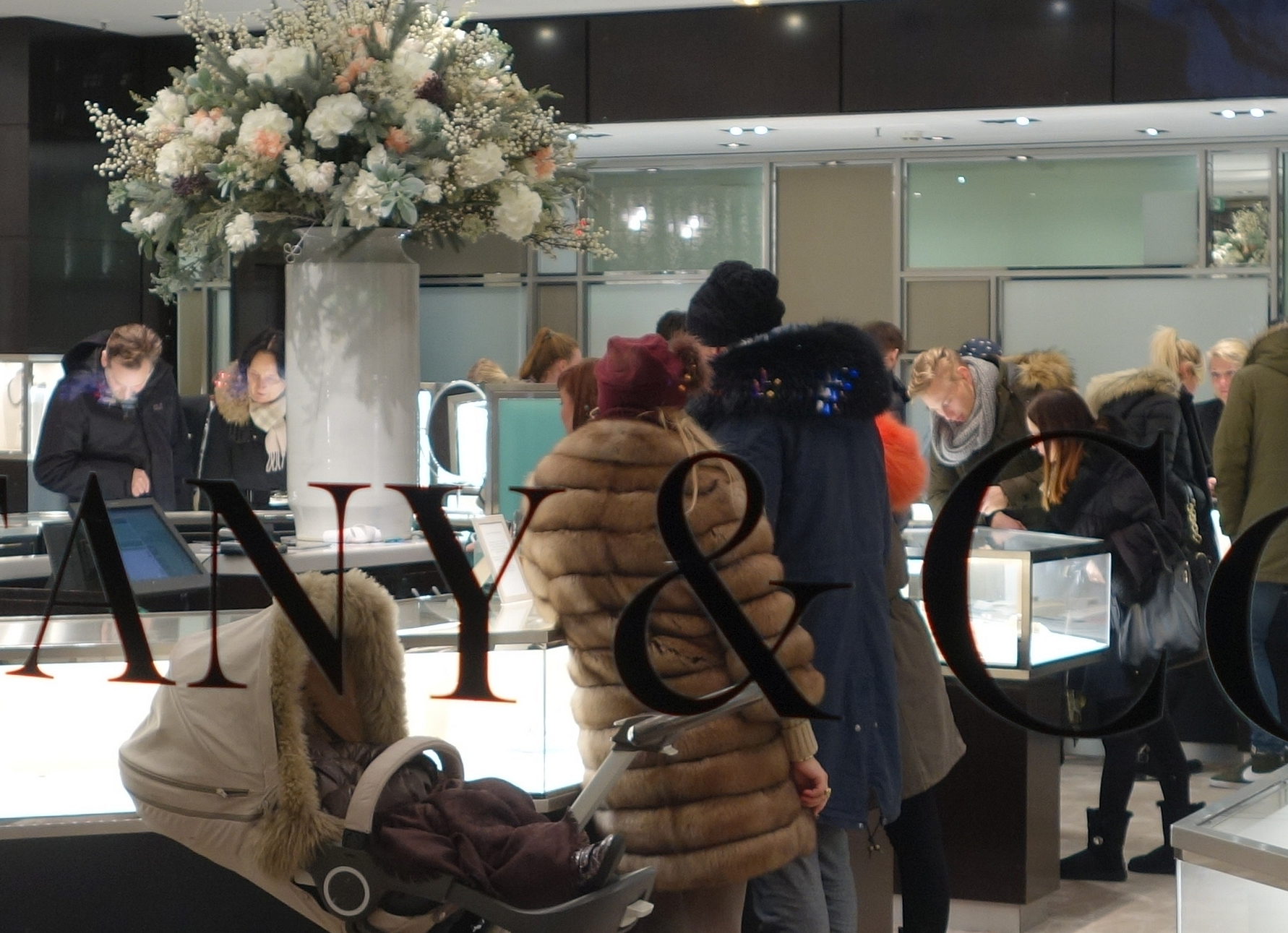
Dame mit Zobelmantel (Querverarbeitung) bei Tiffany, Königsallee, Düsseldorf (2016)

- 1912 wird von einem Wettstreit zweier verschwägerter New Yorker Millionärsfrauen berichtet, wer wohl den teuersten Pelz besäße. Nachdem die eine einen Zobel im Wert von 80.000 Mark erworben hatte, gab ihre Schwägerin noch am selben Tag den Auftrag, ihr den „schönsten“ Zobelpelz der Welt zu beschaffen: „Ein Fachmann wurde nach Europa geschickt und kehrte im Mai mit über 100 russischen Zobelpelzen zurück, was zunächst 147.000 Mk. kostete. Die geschicktesten Pelzarbeiter gingen an die Arbeit und jetzt endlich konnte Frau Ada Drouillard rehabilitiert in der Öffentlichkeit erscheinen, umhüllt von einem Pelze, der nur 7 Pfund wiegt, aus herrlichen tiefbraunen Fellen mit weißen Haarspitzen besteht und ein Vermögen kostete. Die geschlagene Rivalin beklagt heute nur nicht den Verlust ihres Ruhmes, sondern auch ihres Pelzes; wollte es doch ein missgünstiges Schicksal, dass ihr 80.000 Mk. teurer Konkurrenzpelz just an demselben Tage auf rätselhafte Weise in der Oper gestohlen wurde, während Frau Ada Domuillard mit ihrem neuen Pelze Triumph feierte“.[79]

1978 meldete die in Frankfurt am Main erscheinende Abendpost, dass eine amerikanische Dame im „reifen Alter“ (eine Texanerin aus einem Multikonzern, „Gastgeberin exklusiver Empfänge in Washington“) sich einen bodenlangen Zobelmantel im Wert von 130.000 Dollar zugelegt hatte. Damit hatte sie die Schauspielerin Elizabeth Taylor aus der Guinness-Buch der Rekorde verdrängt, die einen Mantel im Wert von 125.000 Dollar besaß.
- Vor 1944 betrug der Höchstpreis für Zobelfelle 1000,- RM.[81]
- September 2007. Noch heute zählt der Zobel zu den kostbarsten Pelzarten. Auf der Auktion der russischen Pelzhandelsgesellschaft Sojuzpushnina in St. Petersburg wurde im September 2007 für rohe Farmzobel ein Durchschnittspreis von 188,69 US-Dollar, für das Top-Bündel ein Preis von 2600 US-Dollar per Fell erzielt.[82]
- Im Dezember 2010  wurden auf der 183. Sojuzpushnina-Auktion 9907 Farmzobelfelle angeboten und zu 99 Prozent bei einem Durchschnittspreis von 169,89 US$ verkauft. Die 10.902 Felle wilder Zobel verkauften sich zu 95 Prozent, der Durchschnittspreis betrug 96,05 US$. Die Preise lagen 15 Prozent unter dem Niveau der Auktion im April des gleichen Jahres. Die Hauptkäufer kamen aus den USA, Russland, Japan, Italien, Griechenland und China. Das Toplos wurde von einem Kürschner aus der griechischen Pelznäherstadt Kastoria für ein russisches Unternehmen ersteigert.[83]
- Im Januar 2012 wurden auf der 190. Internationalen Pelzauktion der Sojuzpushnina in St. Petersburg die angebotenen 350.441 rohen Wildzobelfelle bei einem Durchschnittspreis von 262,39 US$ komplett verkauft. Das Toplos mit Bargusinsky-Fellen wurde von einem Moskauer Unternehmen zum Preis von 5900 US$ pro Fell ersteigert.[84]
- Im April 2013 wurden auf der 191. Internationalen Pelzauktion der Sojuzpushnina in St. Petersburg die angebotenen 368.688 rohen Wildzobelfelle bei einem Durchschnittspreis von US$ 211,13 verkauft. Bargusinsky erzielten durchschnittlich US$ 217,02 (Höchstpreis US$ 3300,00), Kamtschatsky US$ 249,91 (Höchstpreis US$ 450,00), Jakutsky US$ 123,16 (Höchstpreis US$ 220,00), Eniseisky US$ 114,75 (Höchstpreis US$ 145,00), Amursky US$ 120,50 (Höchstpreis US$ 200,00). Das Toplos kaufte ein griechischer Händler aus Kastoria für einen Moskauer Kunden.[85]